# Dispositivi di protezione individuale

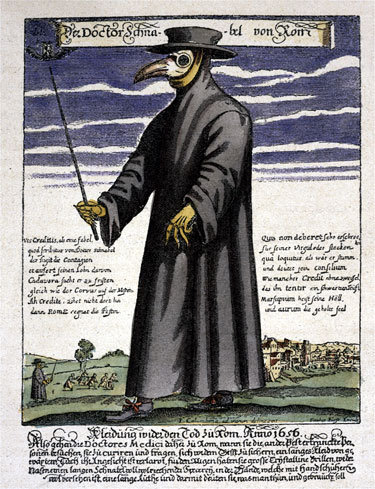
L'abito del medico della peste, qui in un disegno del 1656, è considerato uno dei primi esempi di dispositivi di protezione individuale in ambito sanitario.

I dispositivi di protezione individuale, noti con l'acronimo DPI o l'internazionale PPE (dall'inglese Personal Protective Equipment), sono dispositivi che hanno la funzione di salvaguardare chi li indossa da rischi per la salute e la sicurezza, proteggendo in tutto o in parte l'indossatore (senza finalità di prevenzione dei suddetti rischi, trattandosi appunto di "protezioni").
Tali dispositivi sono utilizzati in molteplici ambiti, tra cui in ambito lavorativo, domestico, nei trasporti, nello sportivo, in uso militare o ricreativo.
Si distinguono dai dispositivi di protezione collettiva (DPC), i quali proteggono un insieme di persone collettivamente, mentre i dispositivi di protezione individuale sono appunto individuali.

## Storia
I dispositivi di protezione individuale sono utilizzati fin dall'antichità, anche se non chiamati "dispositivi di protezione individuale" prima del XX secolo. Sono infatti classificabili come dispositivi di protezione individuale le protezioni usate in ambito militare, come scudi, armature ed elmi.
Uno dei primi dispositivi di protezione individuale utilizzati in ambito sanitario è l'abito del medico della peste, utilizzato un tempo dai medici per proteggersi dalle epidemie. Tale abito era costituito da una sorta di tunica nera lunga fino alle caviglie, un paio di guanti, un paio di scarpe, un bastone, un cappello a tesa larga e una maschera a forma di becco dove erano contenute essenze aromatiche e paglia, che agivano da filtro e che avrebbero dovuto impedire il passaggio degli odori, veicolo delle epidemie, secondo le credenze della dottrina miasmatico-umorale.

## Caratteristiche

### Efficacia e limiti
Ogni dispositivo di protezione individuale è progettato, pensato e commercializzato come protezione, spesso parziale, da un determinato pericolo in un particolare contesto e presenta una durata oltre la quale perde la sua efficacia. In alcuni casi, un dispositivo di protezione individuale può inoltre essere monouso, ovvero non risulterebbe efficace se utilizzato una seconda volta.
Spesso quando un DPI svolge la sua funzione, si danneggia e non può quindi essere riutilizzato. Ad esempio, dopo che un casco da motociclista ha protetto il capo durante un incidente stradale, avendo assorbito l'urto può presentare dei punti di rottura o comunque avere diminuito la sua resistenza meccanica, per cui in caso di riutilizzo potrebbe rompersi più facilmente, non assolvendo più alla sua funzione. In altri casi, è possibile riutilizzare un DPI. In ogni caso, il fabbricante deve comunicare all'utilizzatore attraverso il libretto di istruzioni e l'etichetta come va utilizzato il DPI, per quanto tempo, quante volte, e tutte le altre informazioni necessarie per la sua manutenzione e il suo uso corretto.
L'efficacia di un DPI va inoltre valutata a seconda dell'entità del pericolo: ad esempio, un guanto per la protezione elettrica in condizioni di bassa tensione non è adeguato alla protezione elettrica in caso di alta tensione. Grazie anche all'indicazione delle norme tecniche (ISO, EN, UNI, ecc.) riportate sul DPI è possibile verificare quale sia il grado di protezione di un DPI e scegliere quindi quello più adatto a ciascuna attività.
Va inoltre detto che la protezione dei DPI nella maggior parte dei casi non è "totale": l'uso dei DPI può diminuire la probabilità di un danno alla persona o diminuire l'entità del danno ricevuto, ma spesso, per diversi motivi, rimane una possibilità che il DPI sia insufficiente a proteggere completamente la persona, per cui i DPI sono da considerarsi misure di sicurezza aggiuntive rispetto ad altre misure di sicurezza da mettere in atto, ad esempio: buona progettazione dei luoghi in cui si svolge l'attività (ambiente di lavoro, campo di gioco, abitazione, ecc.), formazione, informazione, addestramento, misure organizzative, procedure di sicurezza, dispositivi di protezione collettiva, ecc.

## Utilizzi ed impieghi
I dispositivi di protezione individuale hanno molteplici applicazioni. Le applicazioni più comuni includono luoghi di lavoro, ambiti sportivi e ricreativi, ambito dei trasporti, ambito sanitario, ambito militare lotta antincendio, ambiti domestici. Altri esempi di applicazioni includono ad esempio l'esplorazione spaziale.
Esistono DPI che possono essere utilizzati in molteplici contesti: un esempio in tal senso sono gli occhiali da sole o gli indumenti per proteggersi dalle basse temperature, come sciarpa o guanti.

### Nei luoghi di lavoro
L'uso dei dispositivi di protezione individuale in ambito lavorativo è generalmente contemplato e regolamentato dalle leggi di ciascuno Stato, che impongono l'adozione di tali DPI per la tutela e la salute della sicurezza dei lavorativi, fermo restando che i DPI sono considerati nella gerarchia dei controlli del rischio come la misura di sicurezza meno efficace, per cui il solo utilizzo dei DPI spesso risulta non sufficiente a diminuire il rischio fino ad un livello che si possa ritenere accettabile.
Considerata l'importanza che hanno i DPI nell'ambito della salute e della sicurezza, l'Organizzazione internazionale per la normazione (ISO), così come altri enti di normazione, provvedono a redigere delle norme tecniche (o "standard") specifiche per i vari tipi di DPI. Grazie a tali standard, è possibile valutare e scegliere il DPI più adatto al tipo di rischio e al livello di rischio da cui bisogna proteggersi.

#### In ambito sanitario
In ambito sanitario, i DPI più utilizzati sono i guanti, i camici o grembiuli e gli occhiali. Questi tre dispositivi proteggono il corpo da eventuali prodotti chimici o agenti patogeni, lasciando scoperto il possibile contagio per via aerea. Per la trasmissione di patogeni nell'aria, si possono utilizzare maschere chirurgiche o altri sistemi di protezione FFP (Filtering FacePiece), visiere e maschere respiratorie.

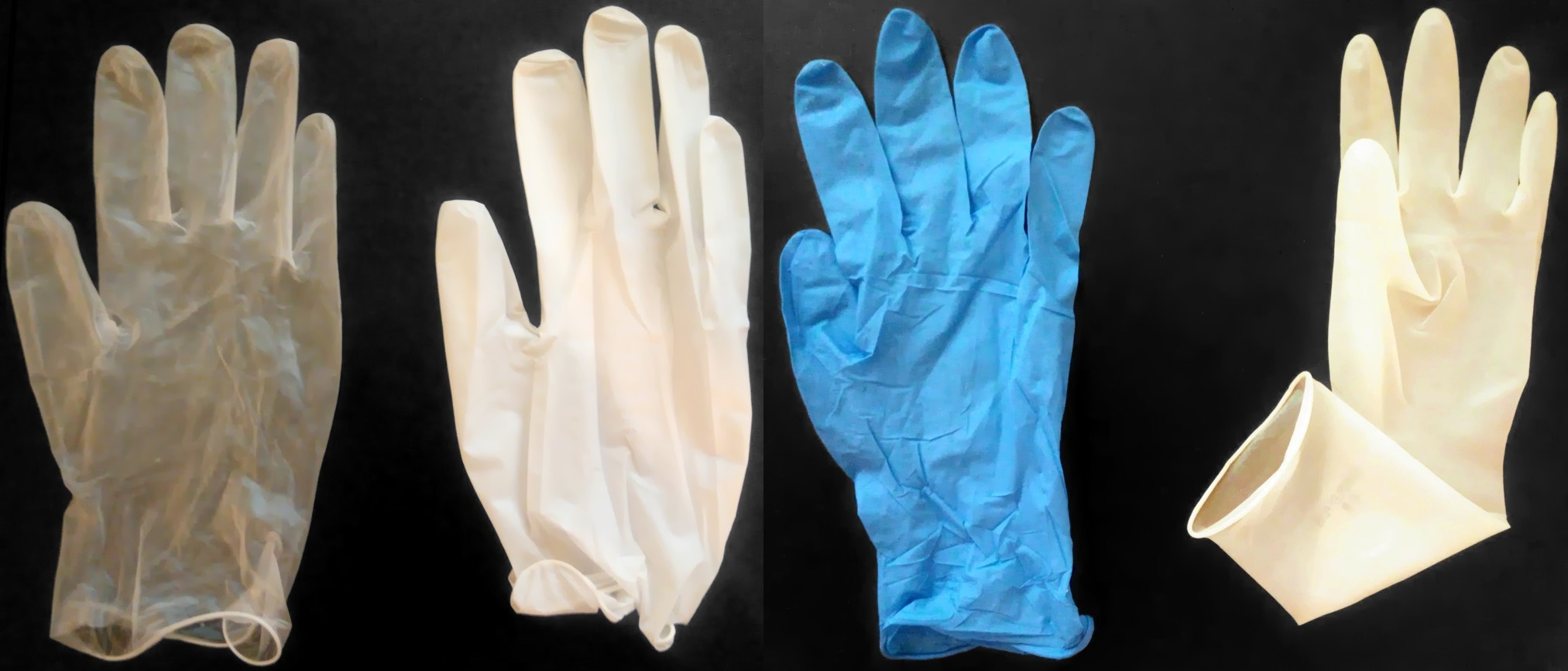
Guanti monouso per uso sanitario
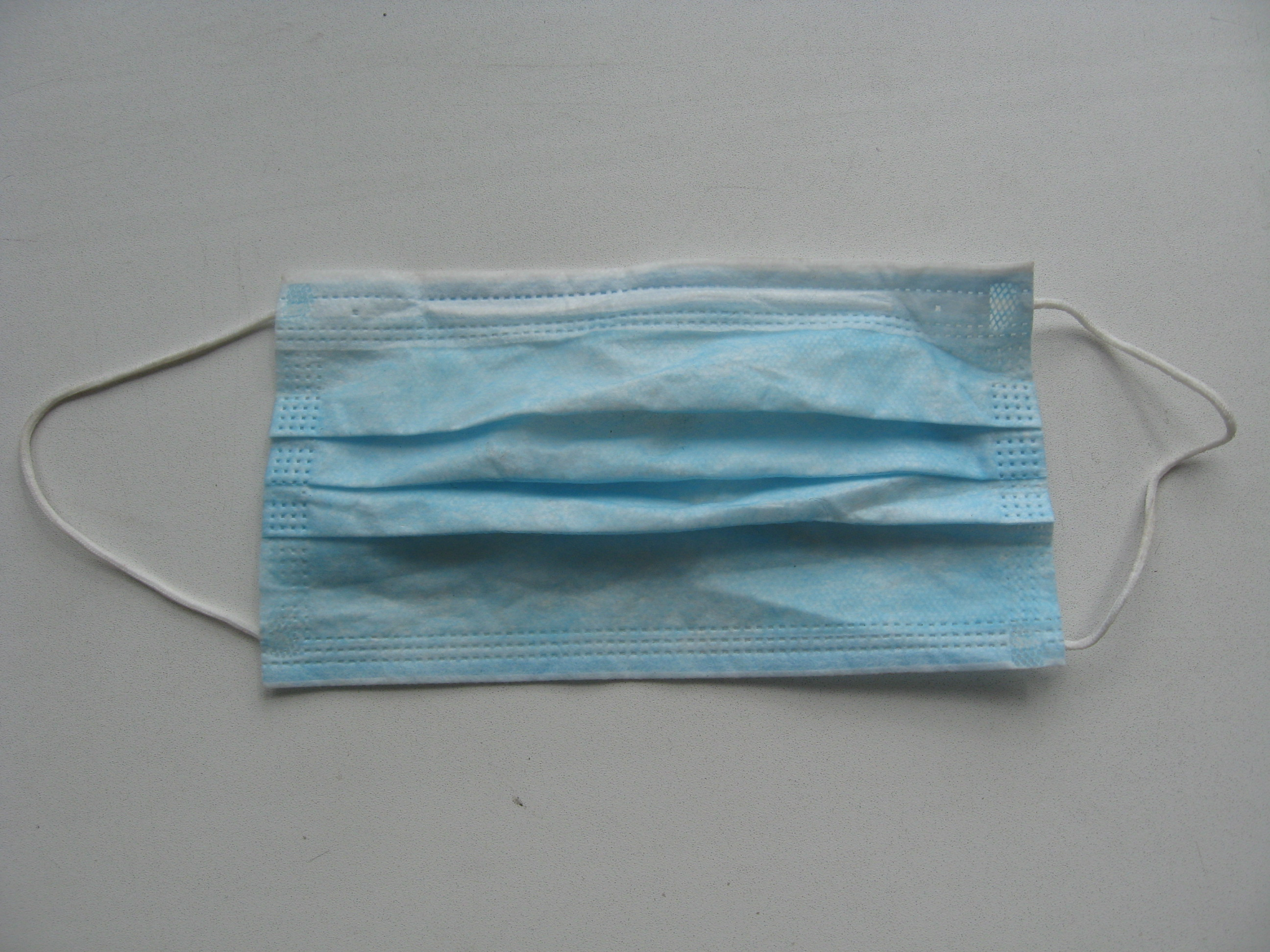
Maschera chirurgica
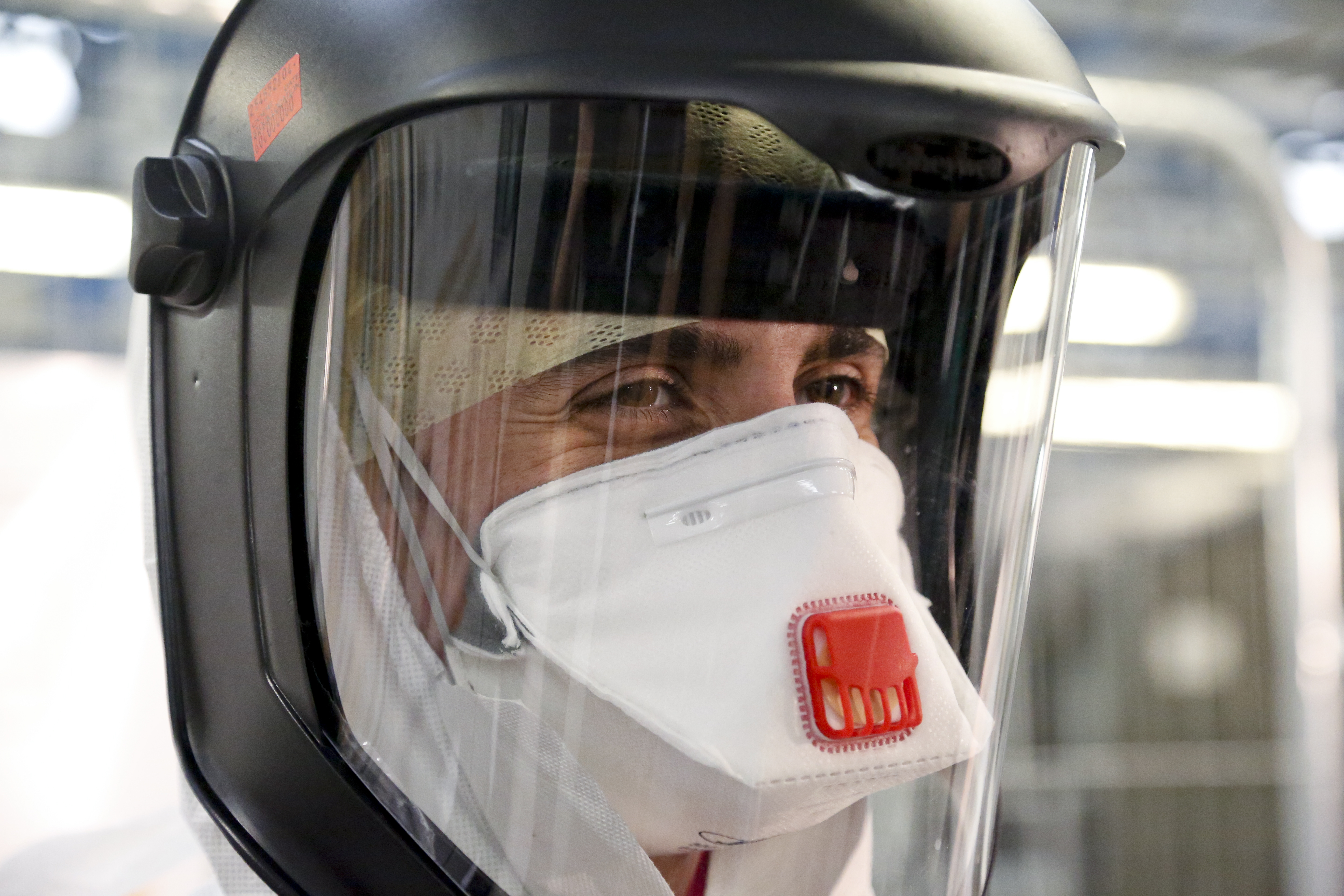
DPI per la protezione dal virus Ebola

#### In ambito militare
In ambito militare, spesso sono utilizzati dispositivi di protezione individuale con protezione dai rischi che derivano dalle armi da fuoco e da taglio, quali ad esempio abbigliamento antiproiettile (elmetti, giubbotti, ecc.).
Anche le armature metalliche utilizzate in passato possono essere considerate a tutti gli effetti dei dispositivi di protezione individuale, così come gli scudi, che avevano appunto la funzione di proteggere dai colpi di spada o dalle frecce del nemico.

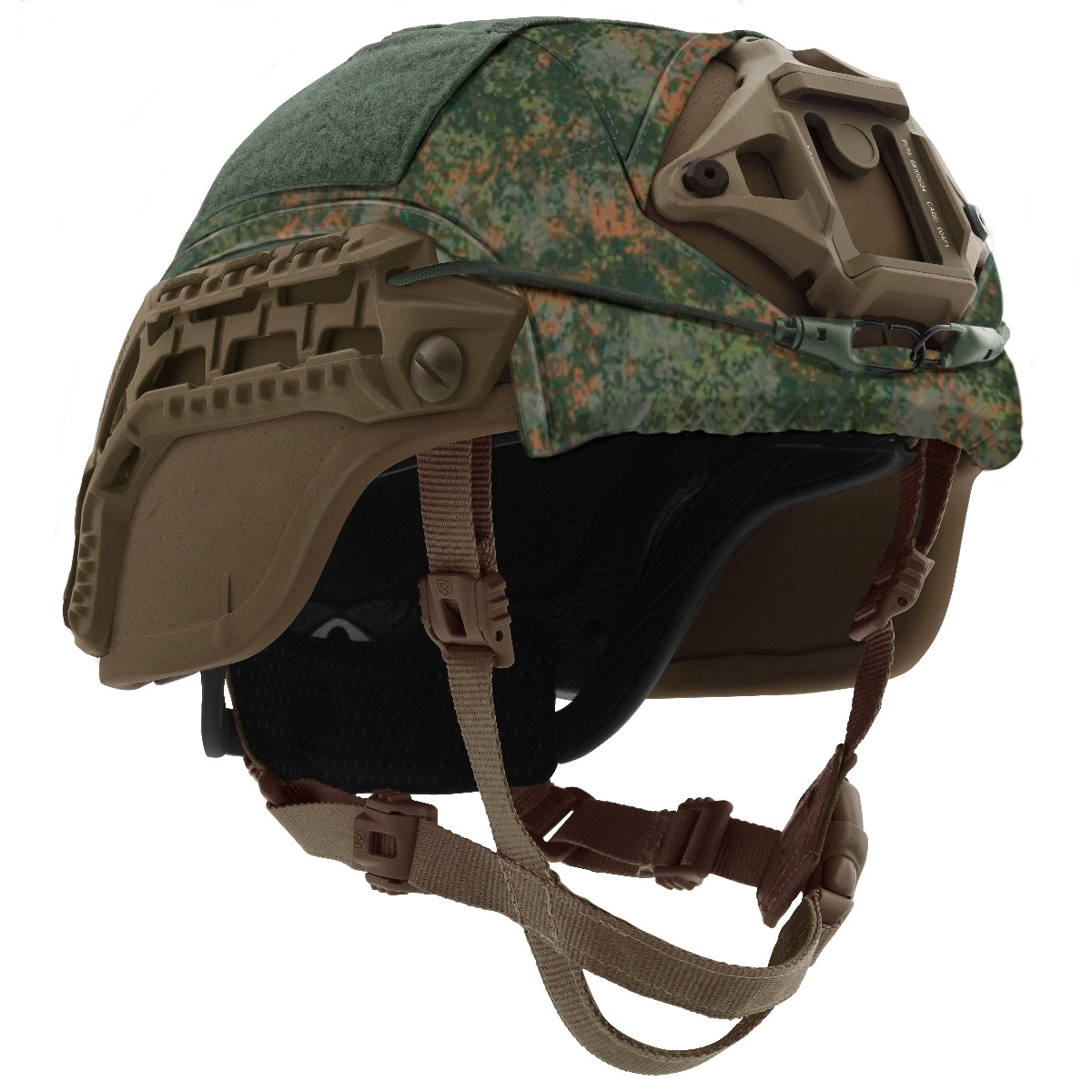
Elmetto militare
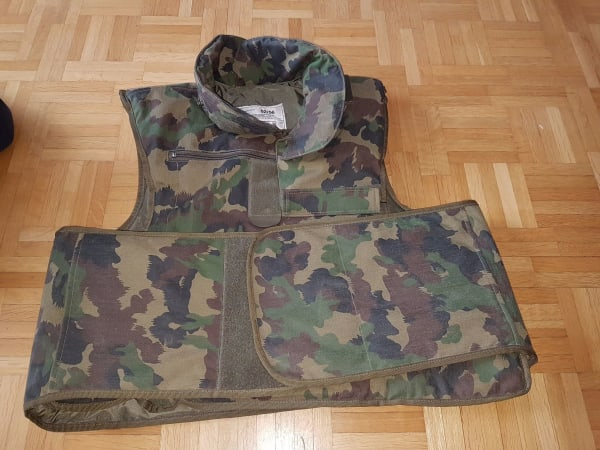
Giubbotto antiproiettile
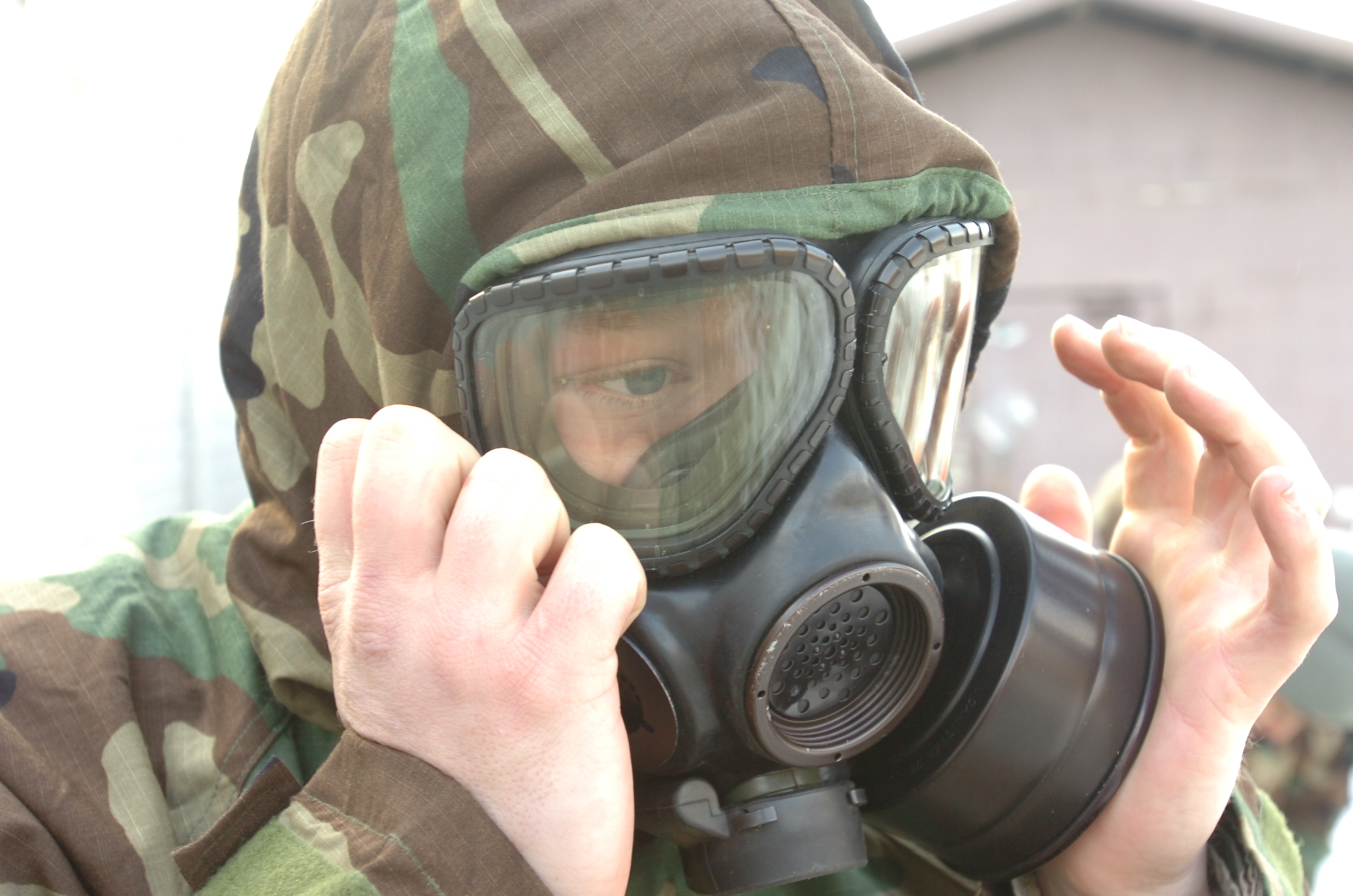
Militare statunitense con indosso una maschera di protezione M40 durante un addestramento

#### Nella lotta antincendio

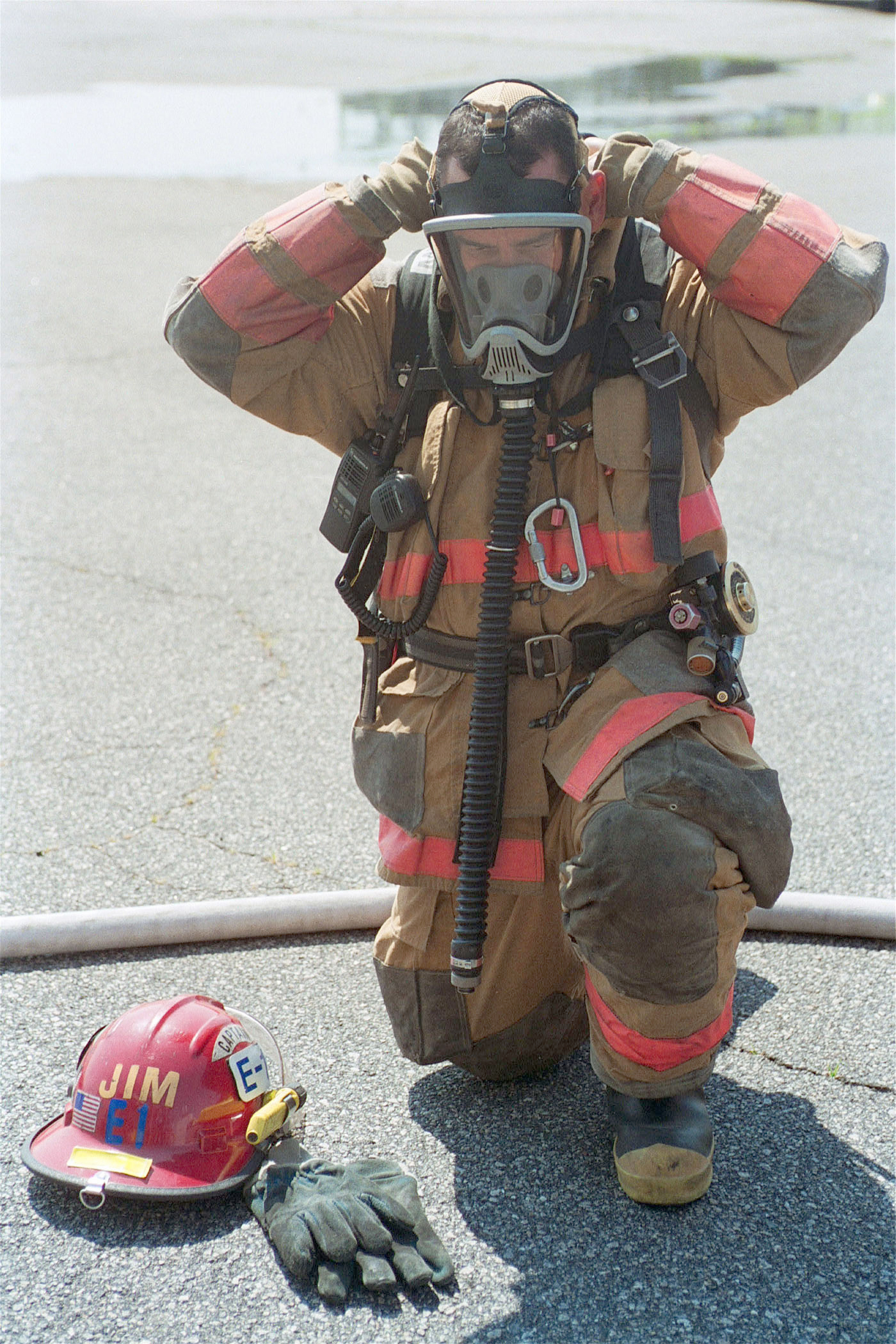
Un vigile del fuoco mentre indossa DPI antincendio
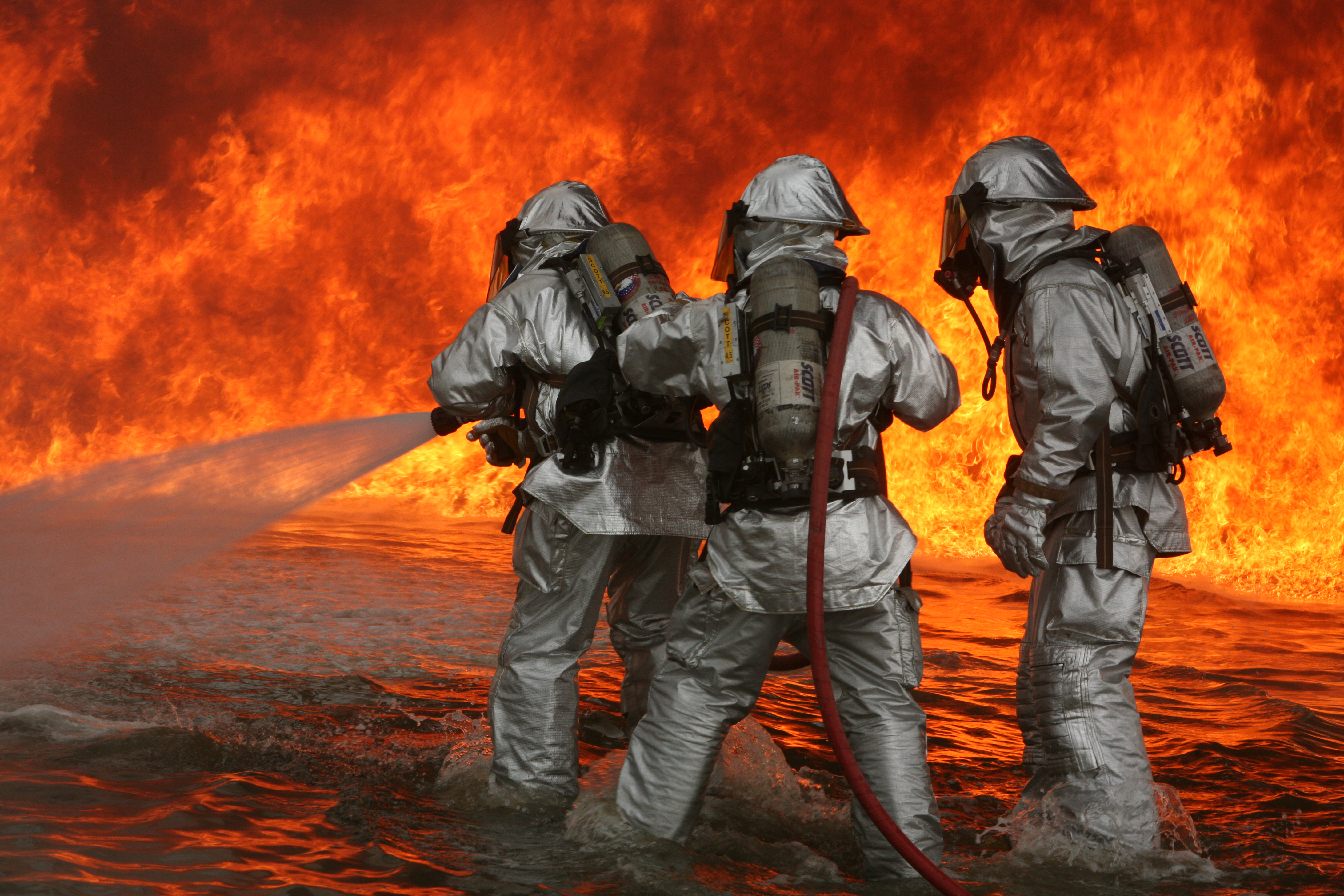
Uso di attrezzatura antincendio durante un'esercitazione di spegnimento

### In ambito sportivo e ricreativo
Nell'ambito sportivo, i dispositivi di protezione individuale fanno parte del cosiddetto "equipaggiamento sportivo" e il loro utilizzo è di fondamentale importanza per la prevenzione di lesioni, in particolar modo negli sport dove sono presenti contatti tra i giocatori, nei quali, anche se raramente, il contatto può avere conseguenze fatali. A tale proposito è stato stimato che il 21% dei traumi cranici nei bambini sono associati ad attività sportive e ricreative.
Molti DPI utilizzati in ambito sportivo proteggono dagli urti che il corpo potrebbe ricevere durante l'attività sportiva. Esempi in tal senso sono: caschi, guantoni, ginocchiere, parastinchi, sospensorio, paradenti.
Spesso gli sport e le attività ricreative richiedono dei DPI appositamente progettati per lo sport o l'attività sportiva in questione, in virtù sia dei rischi a cui la persona è esposta sia dei regolamenti sportivi o delle pratiche comunemente adottate. Quando è necessario che i DPI proteggano da impatti ripetuti, una loro caratteristica essenziale è l'elevata resilienza. I materiali utilizzati includono schiume solide, feltro, termoplastiche, siliconi e materiali innovativi quali come Orthogel.

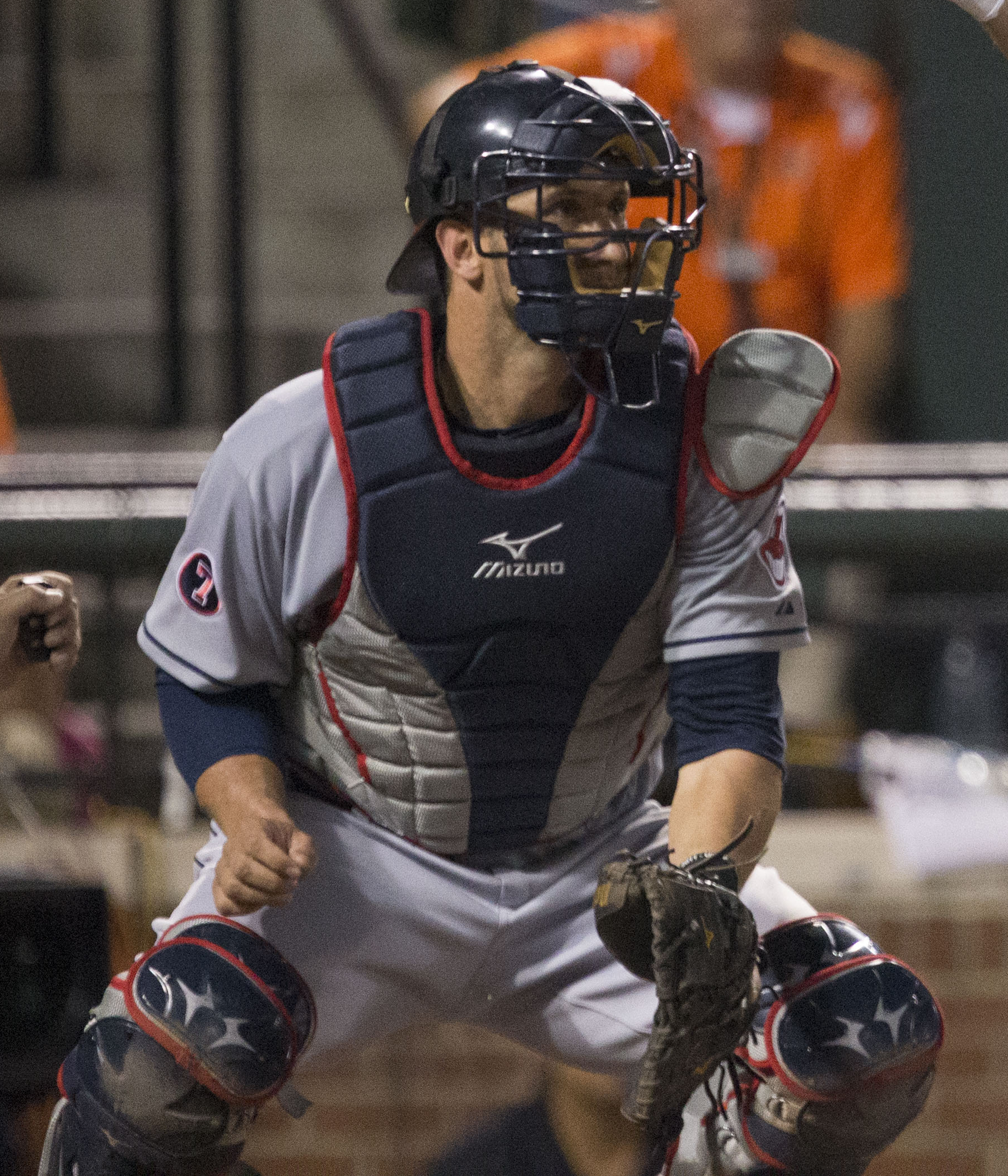
Giocatore di baseball nel ruolo di "ricevitore" con addosso le protezioni
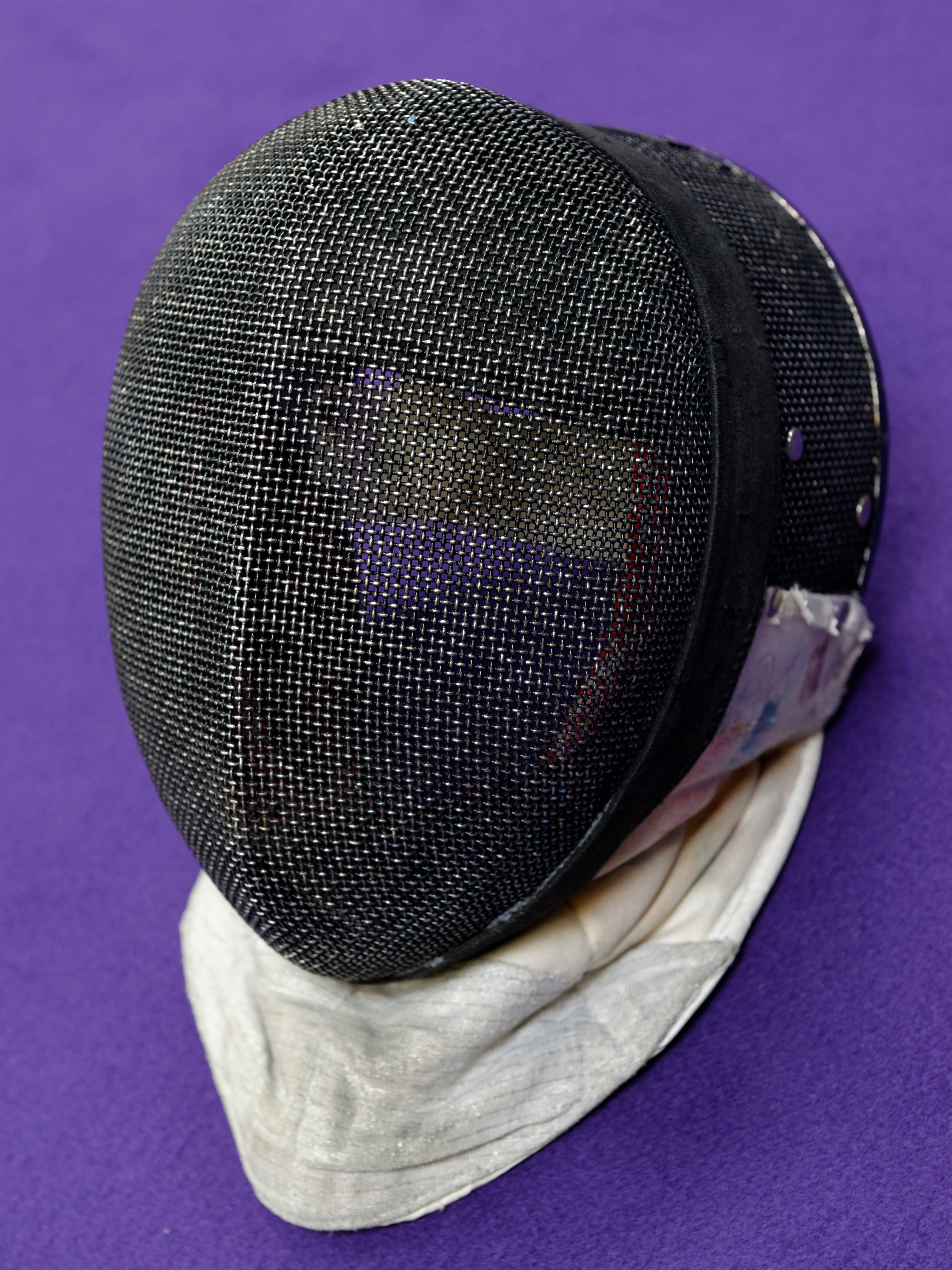
Maschera per la scherma
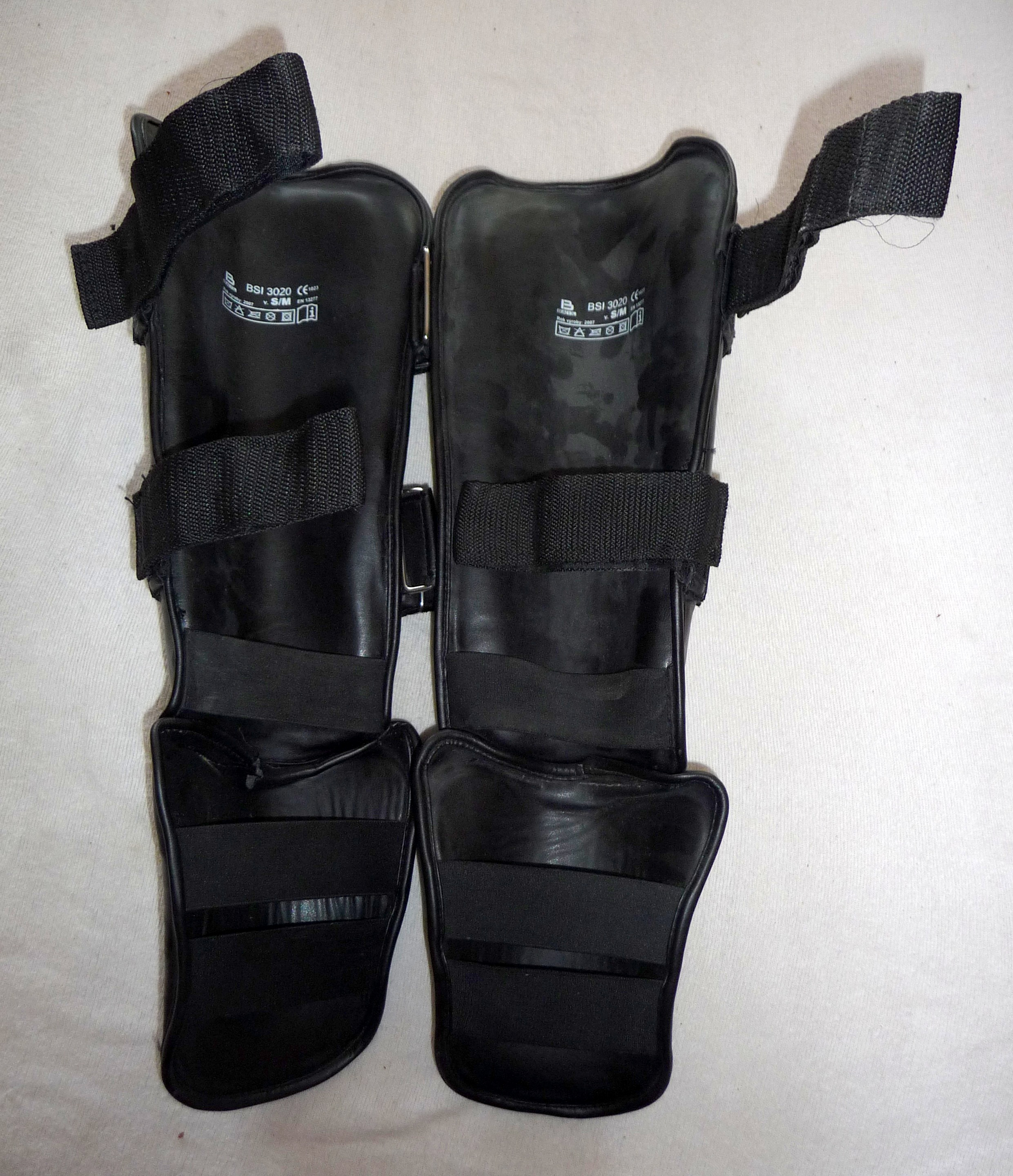
Parastinchi
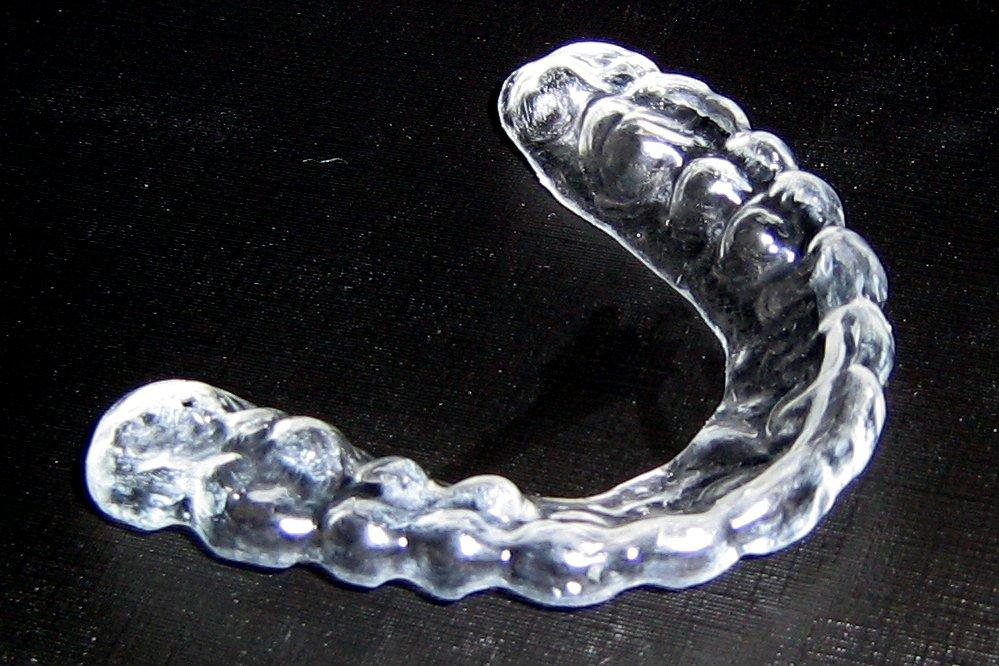
Paradenti
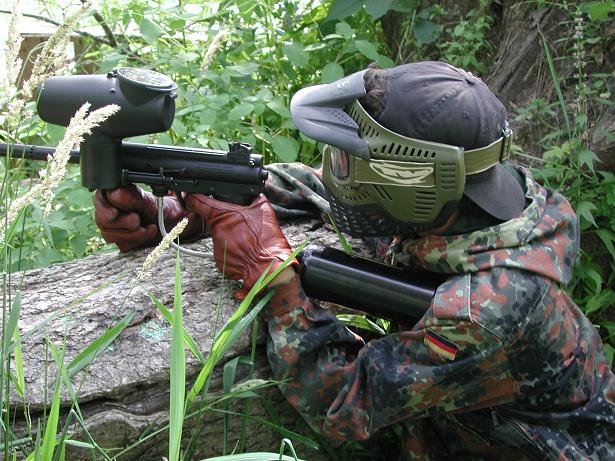
Giocatore di paintball con indosso maschera e occhiali di protezione
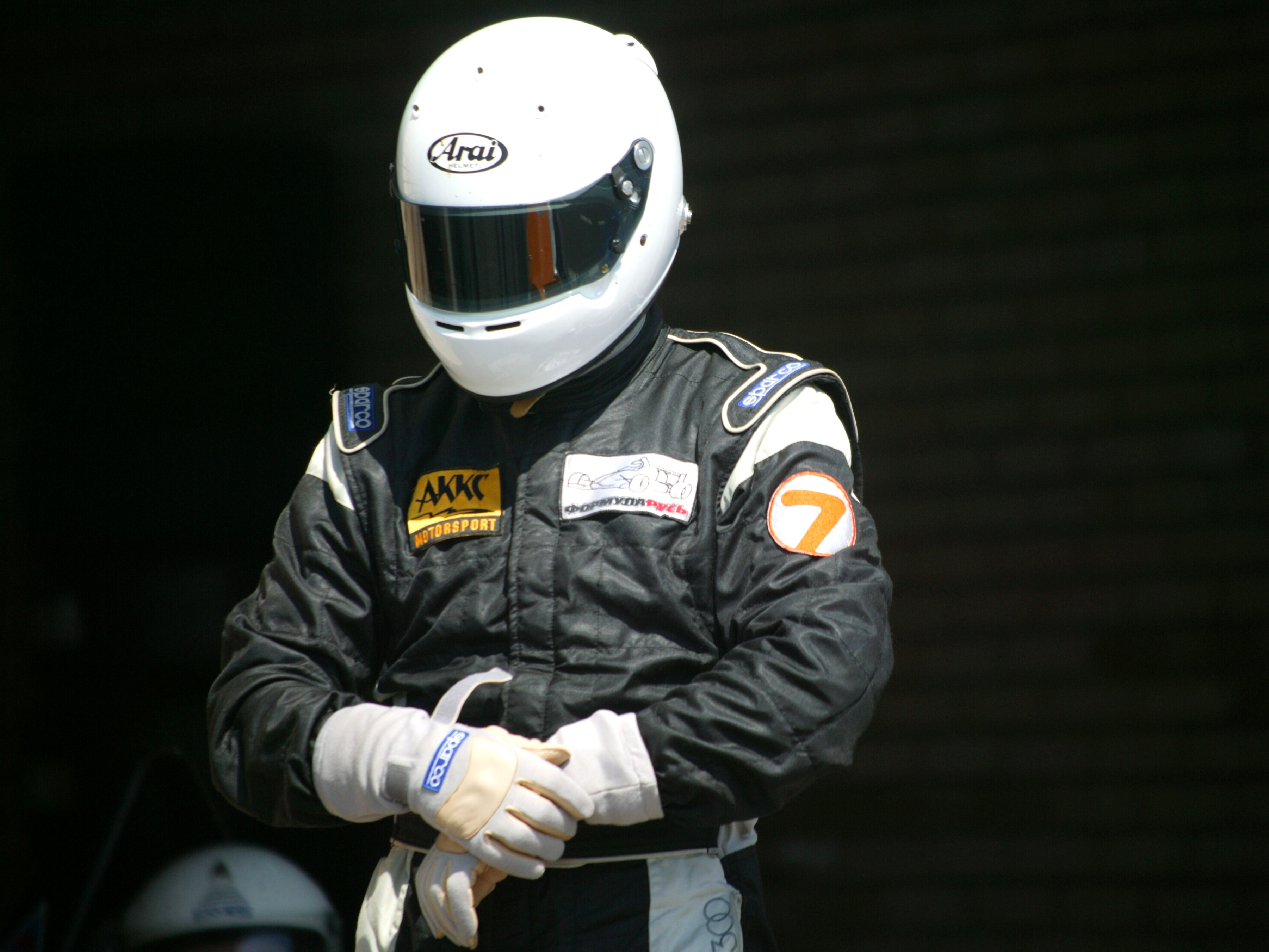
Pilota di Formula RUS con casco, guanti e indumenti protettivi.

### Nei trasporti
Nell'ambito dei trasporti, i dispositivi di protezione individuale sono spesso utilizzati per proteggere il guidatore e i passeggeri di un veicolo dagli effetti di un eventuale incidente. Esempi di DPI utilizzati per il trasporto su strada (con automobile, autocarro, motoveicoli, biciclette, ecc.), includono: casco, cintura di sicurezza, airbag, sistema di ritenuta per bambini ("seggiolino") e indumenti ad alta visibilità.
Nel trasporto su acqua (marittimo, fluviale e lacustre), esempi di DPI utilizzati sono: giubbotti salvagente e la ciambella di salvataggio, mentre nel trasporto aereo, esempi sono caschi aeronautici, cinture di sicurezza, maschere per l'ossigeno, giubbotti di salvataggio e il paracadute.
Nel caso in cui si dovessero trasportare merci pericolose, è obbligatorio l'utilizzo per ogni persona presente di guanti, casco, occhiali protettivi ed eventualmente una maschera antigas, mentre per il trasporto di materiale corrosivo è richiesto un abbigliamento adeguato per non entrare in contatto con il prodotto.

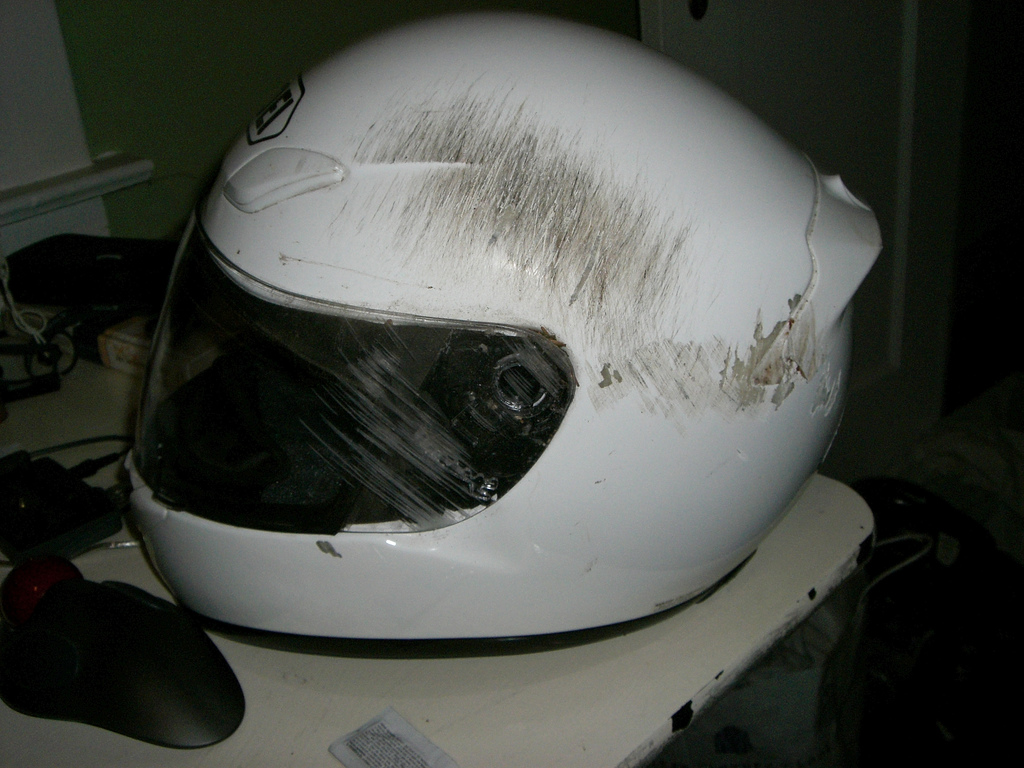
Casco da motociclista con i segni di un incidente
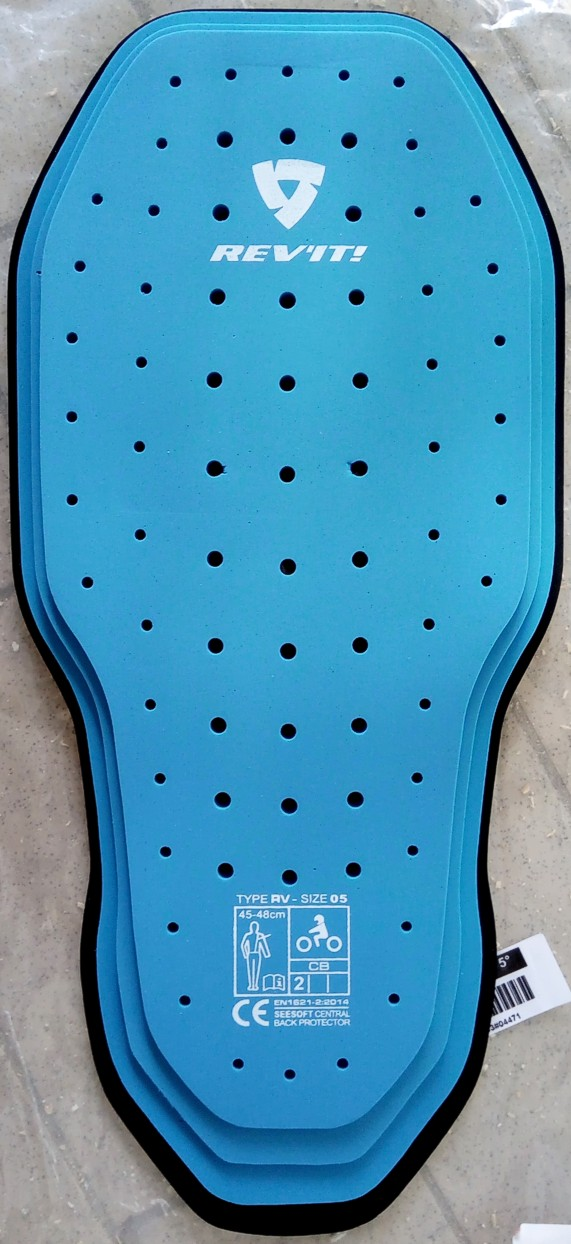
Paraschiena
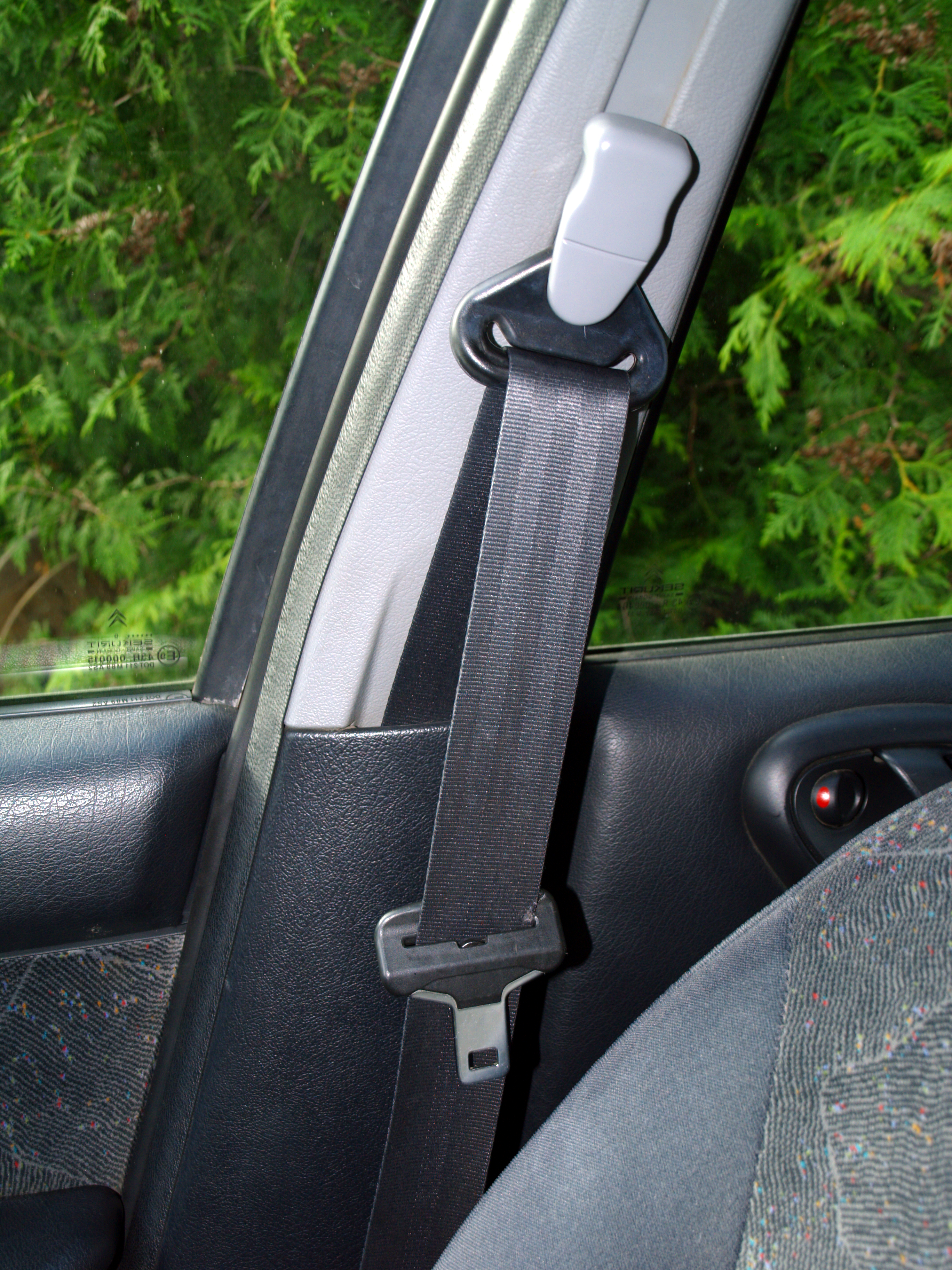
Cintura di sicurezza in un'automobile
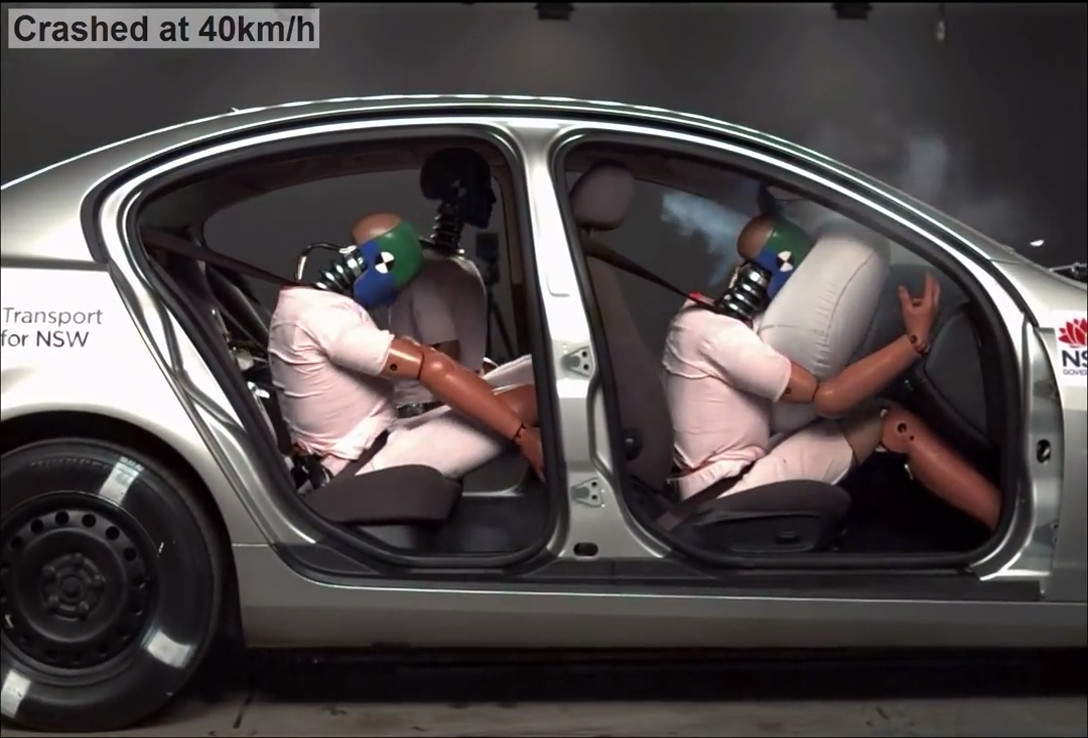
Uso della cintura di sicurezza e airbag durante la simulazione di un incidente (crash test)
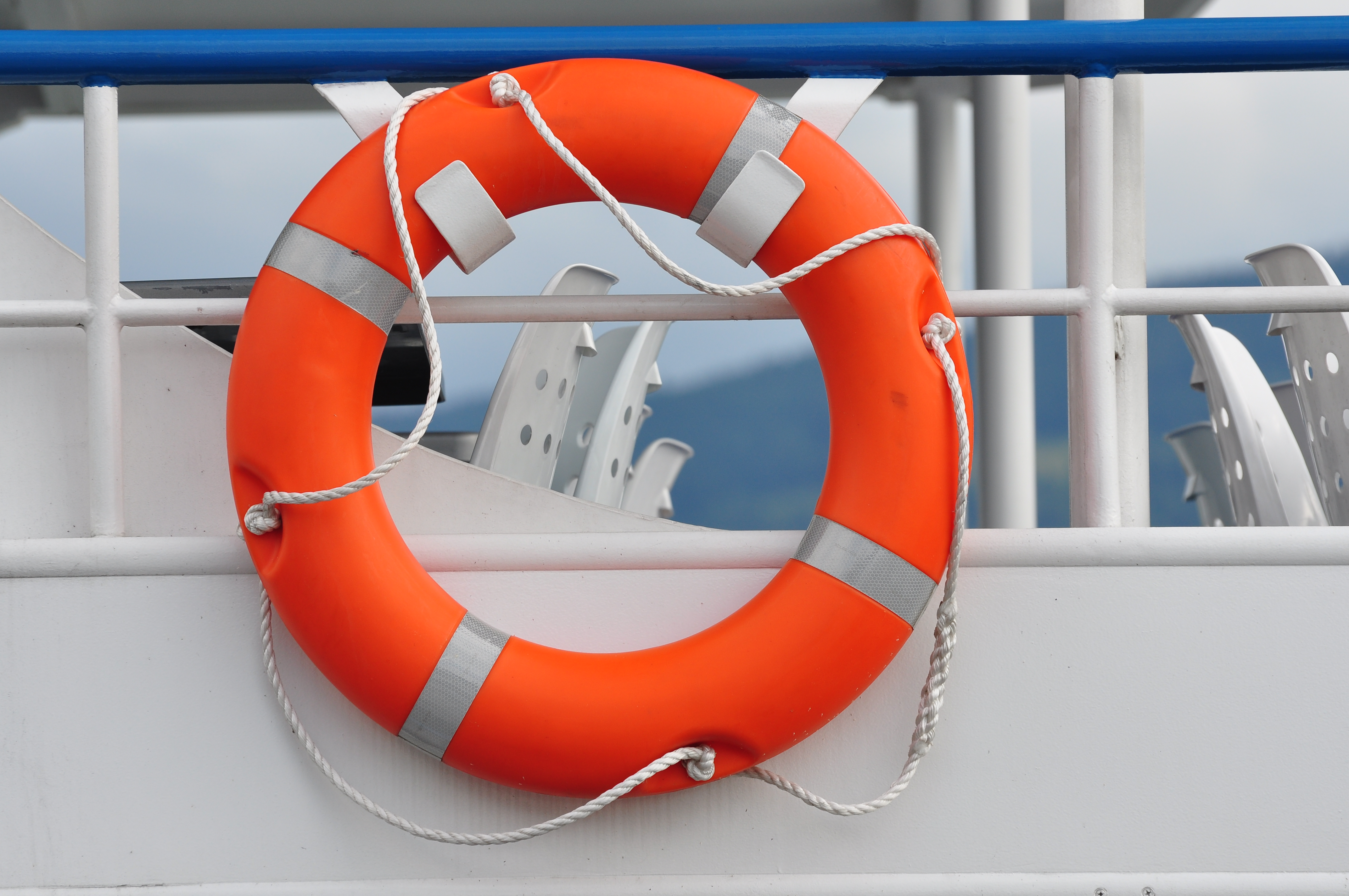
Ciambella di salvataggio a bordo di una nave

### In ambito domestico e nell'abbigliamento
Molti indumenti e accessori d'abbigliamento possono essere inclusi nella definizione di "dispositivi di protezione individuale", in quanto proteggono il corpo da vari rischi per la salute e la sicurezza, tra cui: basse temperature, radiazione solare, morsi di insetti, sporcizia. Non tutto l'abbigliamento svolge però funzione protettiva, o comunque non come funzione primaria: molti capi di abbigliamento e accessori hanno infatti funzione estetica o culturale. In generale, seppure molti capi di abbigliamento svolgano funzione di DPI, non sono denominati "DPI" e la definizione di "dispositivi di protezione individuale" è riservata a dispositivi che svolgono primariamente tale funzione.
Attività domestiche particolarmente "pericolose" e per le quali sono disponibili DPI sono la cucina e la pulizia domestica. Esempi di DPI utilizzati in cucina sono: presine, guanti da forno e grembiuli da cucina. Esempi di DPI utilizzati durante la pulizia domestica sono: mascherine antipolvere e guanti impermeabili.
Esistono DPI appositamente progettati e pensati per la salute e la sicurezza dei bambini: questi includono elmetti antiurto per neonati e box.
Alcune attività come il bricolage e il giardinaggio espongono la persona a rischi comparabili a quelli degli ambienti lavorativi: per queste attività i DPI utilizzati sono pertanto gli stessi che si utilizzano in ambito lavorativo (ad esempio: mascherine antipolvere, guanti antiurto e antitaglio, ecc.), con la differenza che, non essendoci delle norme che regolano la sicurezza durante tali attività domestiche pericolose, le persone potrebbero peccare di maggiore "faciloneria" oppure potrebbero non avere le competenze necessarie a scegliere i DPI più adatti per la particolare attività svolta.

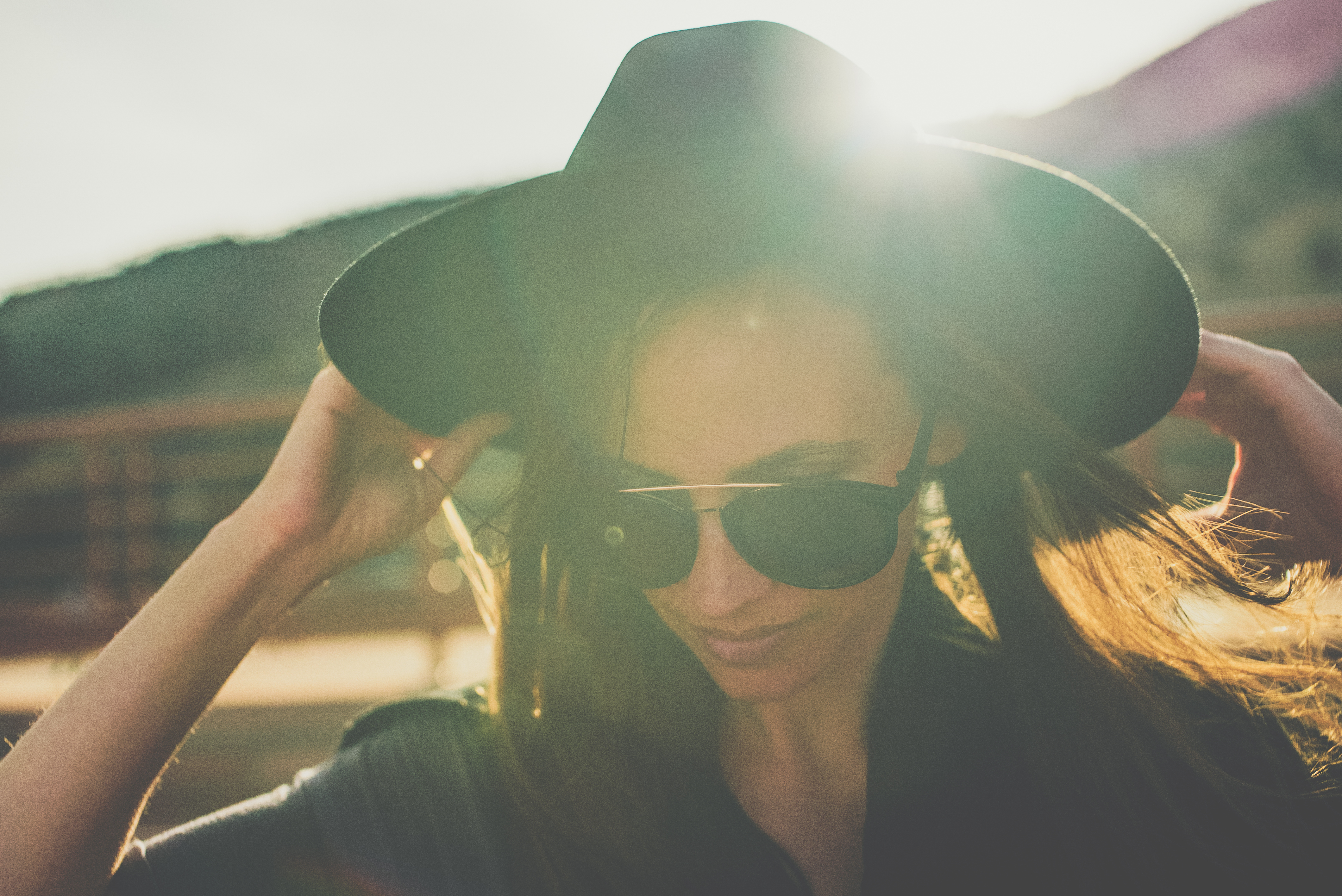
Occhiali da sole e cappello utilizzati per proteggersi dalle radiazioni solari
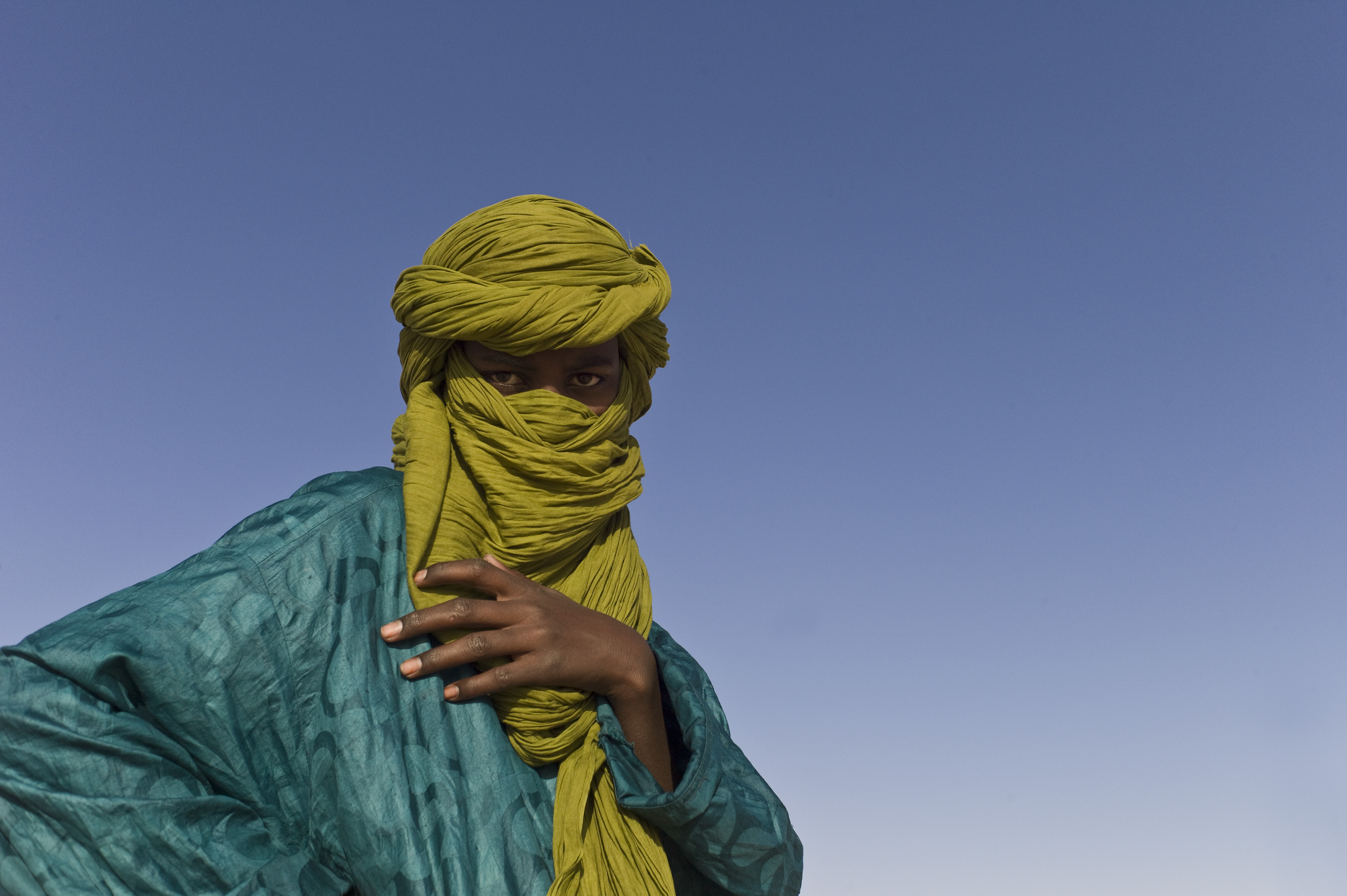
Un tuareg con il volto coperto dal tagelmust per proteggersi da sole, vento e sabbia.
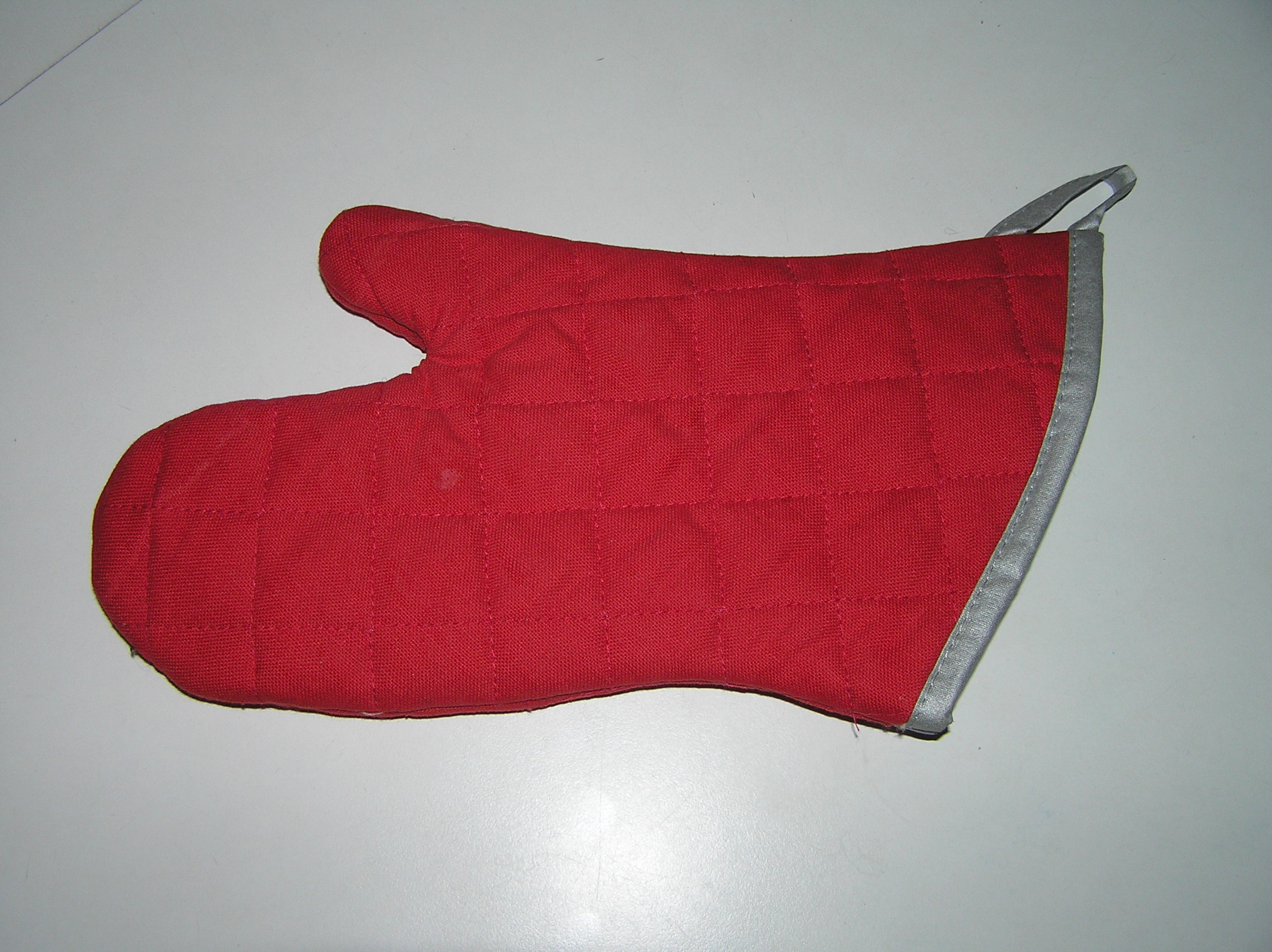
Guanto da forno

### Utilizzi in base al tipo di pericolo
I dispositivi di protezione individuale possono essere classificati anche a seconda del tipo di pericolo da cui proteggono. Alcuni esempi di pericoli e DPI ad essi associati sono:
| Pericoli | DPI utilizzati |
| --- | --- |
| Annegamento | Ciambella di salvataggio, giubbotto salvagente                                                                     |
| Caduta dall'alto | Imbracatura, linea vita                                                                                            |
| Caduta oggetti dall'alto                                                                                                   | Casco protettivo, scarpe di sicurezza con punta in acciaio                                                         |
| Impatto | Casco di protezione, scarpe di sicurezza con punta in acciaio, guanti antiurto, parastinchi, paradenti             |
| Morsi e punture di animali                                                                                                 | Abbigliamento adatto o specifico, guanti, stivali                                                                  |
| Proiezione di schegge | Occhiali protettivi, visiera protettiva                                                                            |
| Radiazioni ionizzanti (ad esempio raggi X)                                                                                 | Camici protettivi, collarini per la protezione della tiroide, tuta hazmat                                          |
| Radiazioni ottiche artificiali (ad esempio radiazioni sprigionate durante operazioni di saldatura, taglio al plasma, ecc.) | Casco da saldatore, guanti da saldatore                                                                            |
| Radiazioni ottiche naturali (ovvero radiazione ottica solare)                                                              | Occhiali da sole, copricapo, indumenti a manica lunga, tessuti anti-UV, creme solari                               |
| Rischio biologico | Mascherina chirurgica o mascherine FFP, guanto monouso per uso sanitario, camici, occhiali protettivi, tuta hazmat |
| Rischio chimico | Tuta hazmat, maschera antigas, guanti, mascherine, visiere                                                         |
| Rischio elettrico | Guanti dielettrici, visiera, vestiario di protezione contro l'arco elettrico, tronchetti isolanti                  |
| Rischio termico | Abbigliamento termoisolante, tuta hazmat                                                                           |
| Rumori | Tappi auricolari, cuffie antirumore                                                                                |
| Scivolamento | Abbigliamento antiscivolo                                                                                          |
| Tagli | Guanti antitaglio                                                                                                  |
| Vibrazioni | Guanti antivibrazione                                                                                              |

#### Protezione da pericoli fisici
I cosiddetti "pericoli fisici" includono situazioni in cui il corpo può subire danni a seguito del contatto con qualcosa. Tali situazioni includono ad esempio: urto, impatto, cesoiamento, caduta, inciampo, scivolamento. In questi casi il pericolo si può tradurre in ferite, contusioni, fratture ossee, e in generale danni alla pelle o all'apparato muscolo scheletrico, ma anche a organi interni e agli organi di senso. Nei casi più gravi, le conseguenze di tali pericoli possono essere la perdita di un arto, la perdita di un organo di senso o il decesso.
I dispositivi di protezione individuale che proteggono dai pericoli fisici devono dunque possedere una "resistenza" adeguata rispetto all'agente fisico che è all'origine del pericolo.
Esempi di DPI che proteggono da pericoli fisici sono: caschi, guanti antiurto, guanti antitaglio, scarpe di sicurezza con punta in acciaio, ginocchiere e parastinchi.

## DPI delle parti del corpo

### Protezione degli arti

#### Arti inferiori

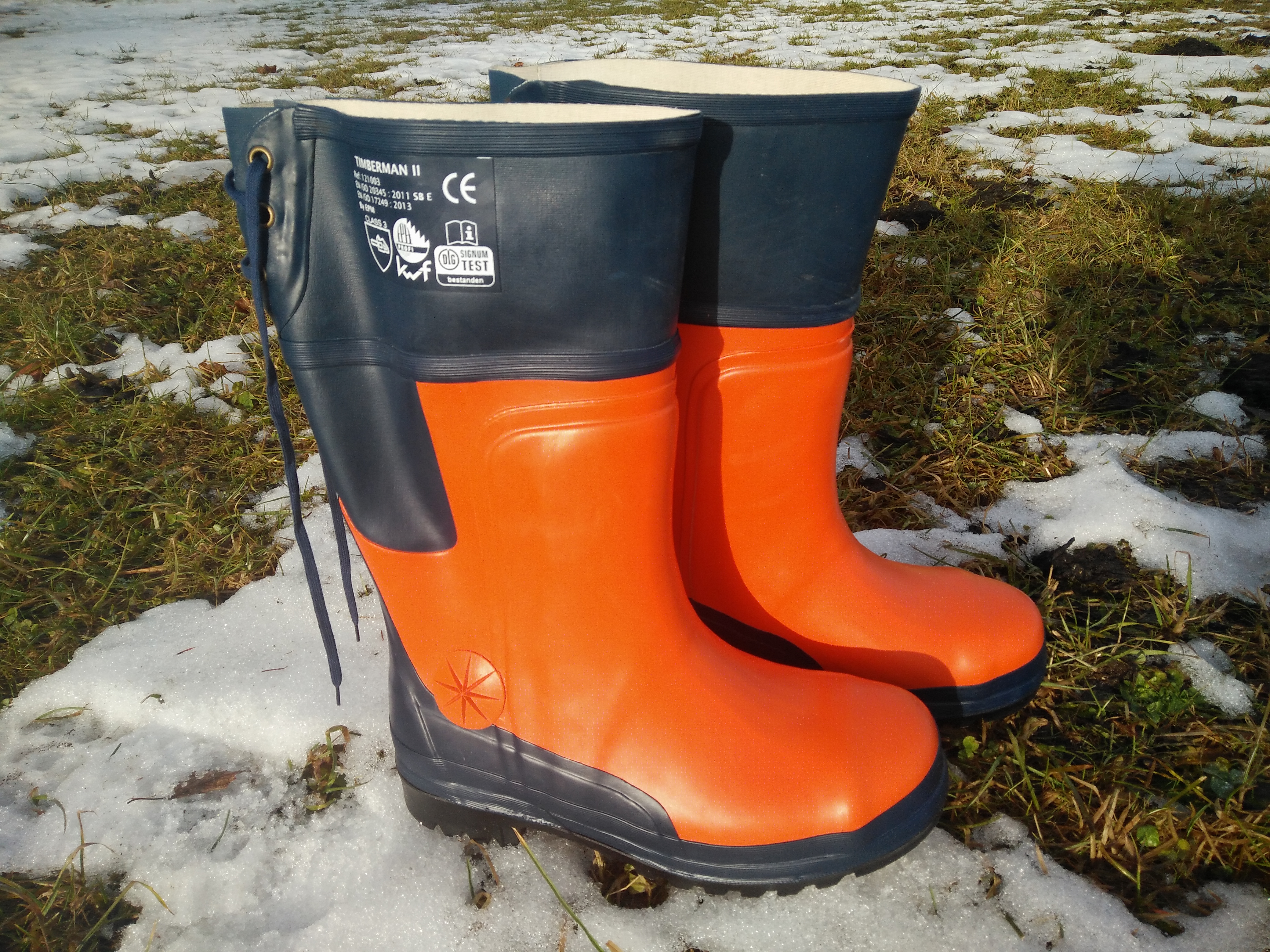
Stivali per protezione da sega elettrica

La protezione dei piedi è importante sia per la loro incolumità sia per garantire una buona stabilità del lavoratore. In generale, per gli arti inferiori, sono previsti i seguenti dispositivi di protezione individuale:
- Calzature antinfortunistiche (scarpe antinfortunistiche o stivali antinfortunistici)
- Ginocchiere
- Ghette
- Suole amovibili
- Dispositivi amovibili di protezione per il collo del piede.

#### Arti superiori
I dispositivi per la protezione degli arti superiori riguardano in particolare le mani, maggiormente esposte ai rischi, che possono essere di varia natura:
- Guanti
  - Rischi meccanici ed elettrostatici
  - Rischi elettrici/folgorazione
  - Rischi chimici e microbiologici
  - Rischi da freddo
  - Rischi da calore e fuoco
  - Rischi da vibrazioni
- Palmari di sicurezza
- Paramaniche e sopramaniche

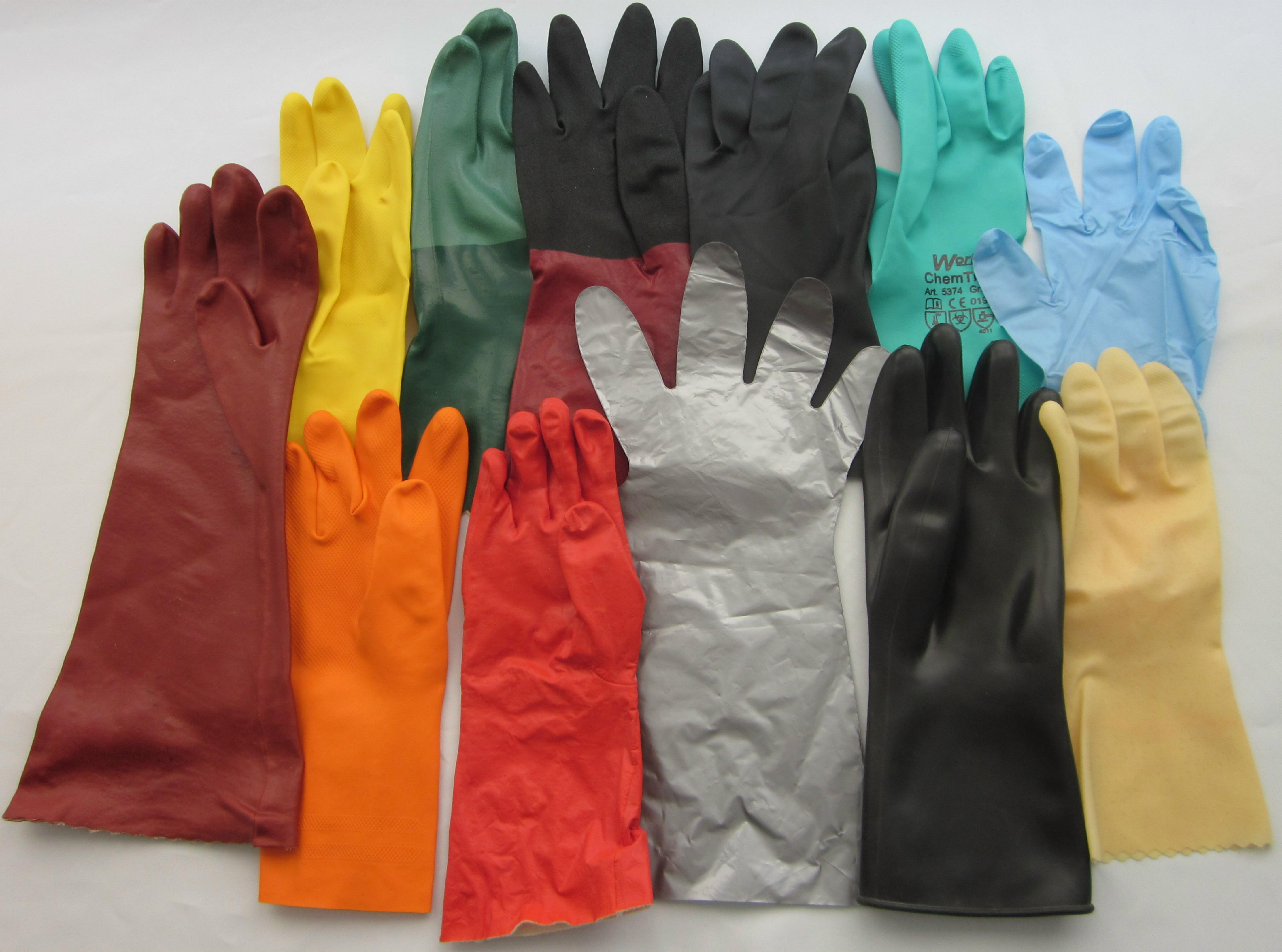
Guanti di protezione chimica. Dall'alto a sinistra (a partire dal giallo), in senso orario: lattice, cloroprene, nitrile, neoprene, nitrile, nitrile, lattice, butile, laminato, PVA, lattice, PVC.

I guanti possono essere fatti in diversi materiali:
- nitrile, vinile, polietilene o lattice (per proteggere dall'assorbimento di sostanze chimiche)
- gomma vinilica o neoprenica (per proteggere da elementi chimici corrosivi come acidi e/o alcali o derivati del petrolio)
- cuoio, nylon rivestito (per proteggere da rischi meccanici)
- materiale dielettrico (isolamento elettrico)

In particolare, i guanti ad isolamento elettrico devono essere un pezzo solo senza cuciture, in materiale speciale e con spessore unico e costante. Devono essere accompagnati tassativamente da una manichetta che copre l'avambraccio.

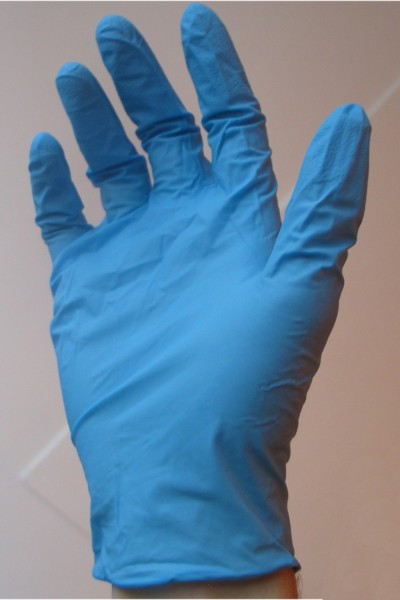
Guanto in nitrile
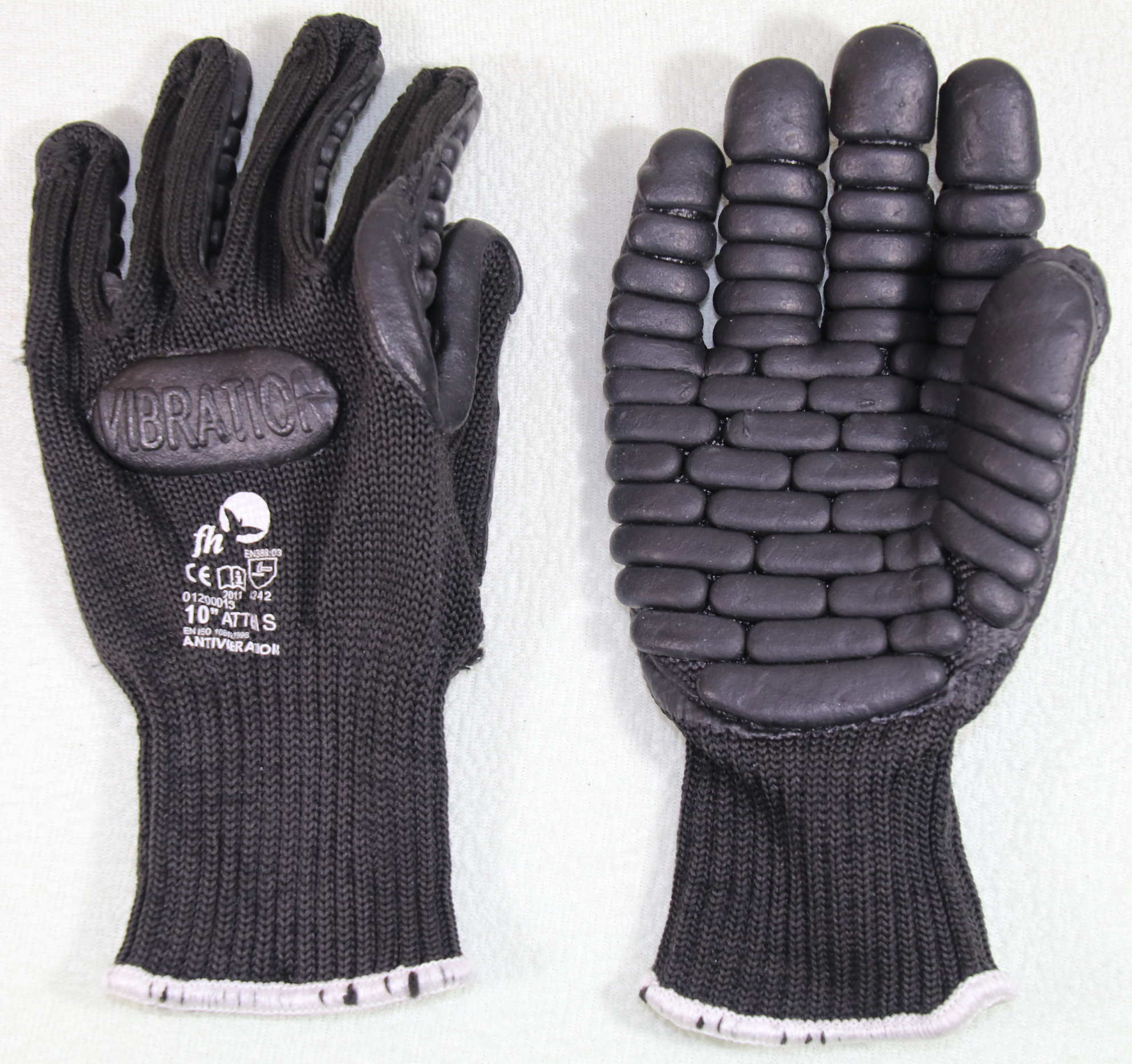
Guanti antivibrazione
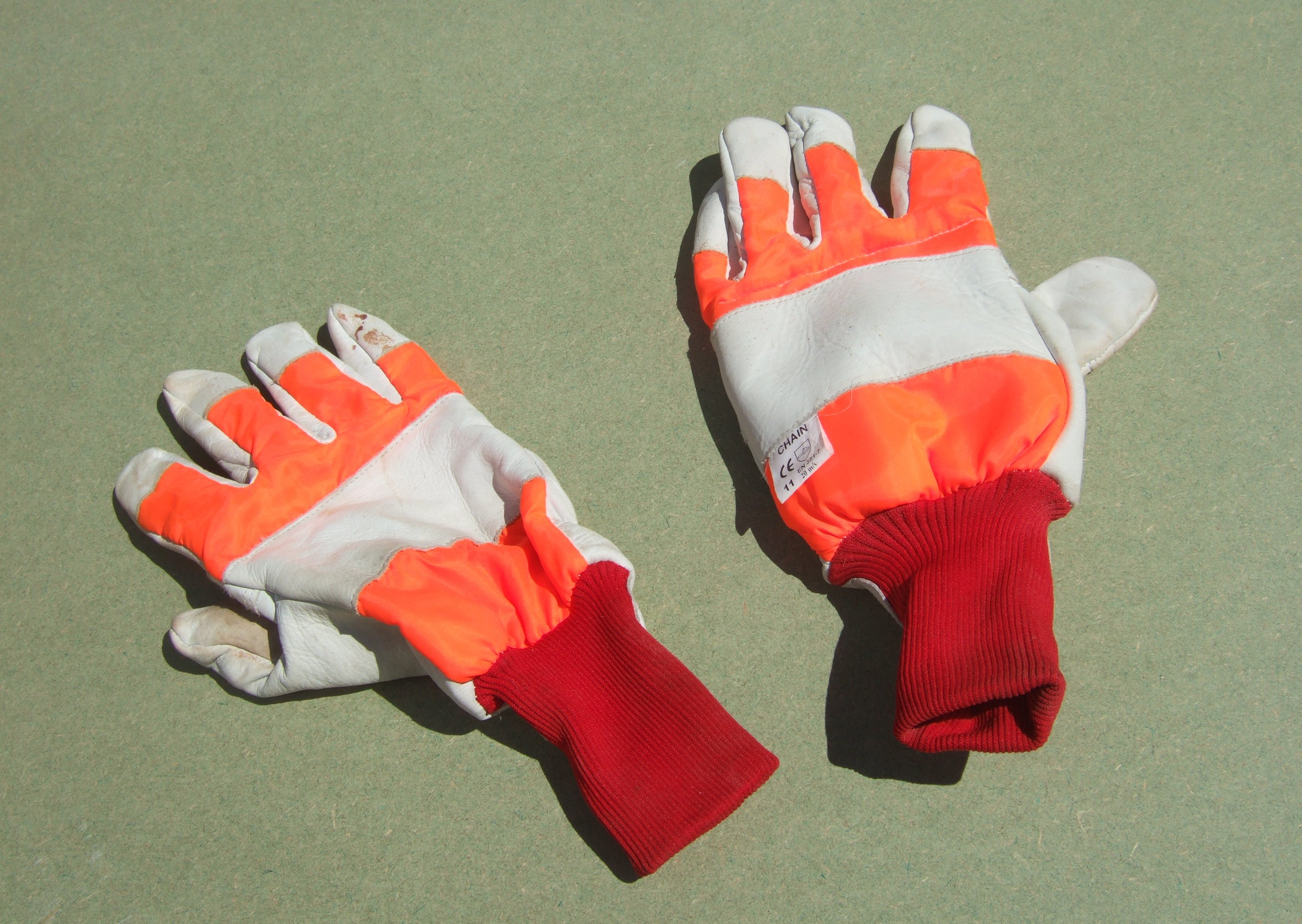
Guanti per protezione da sega elettrica
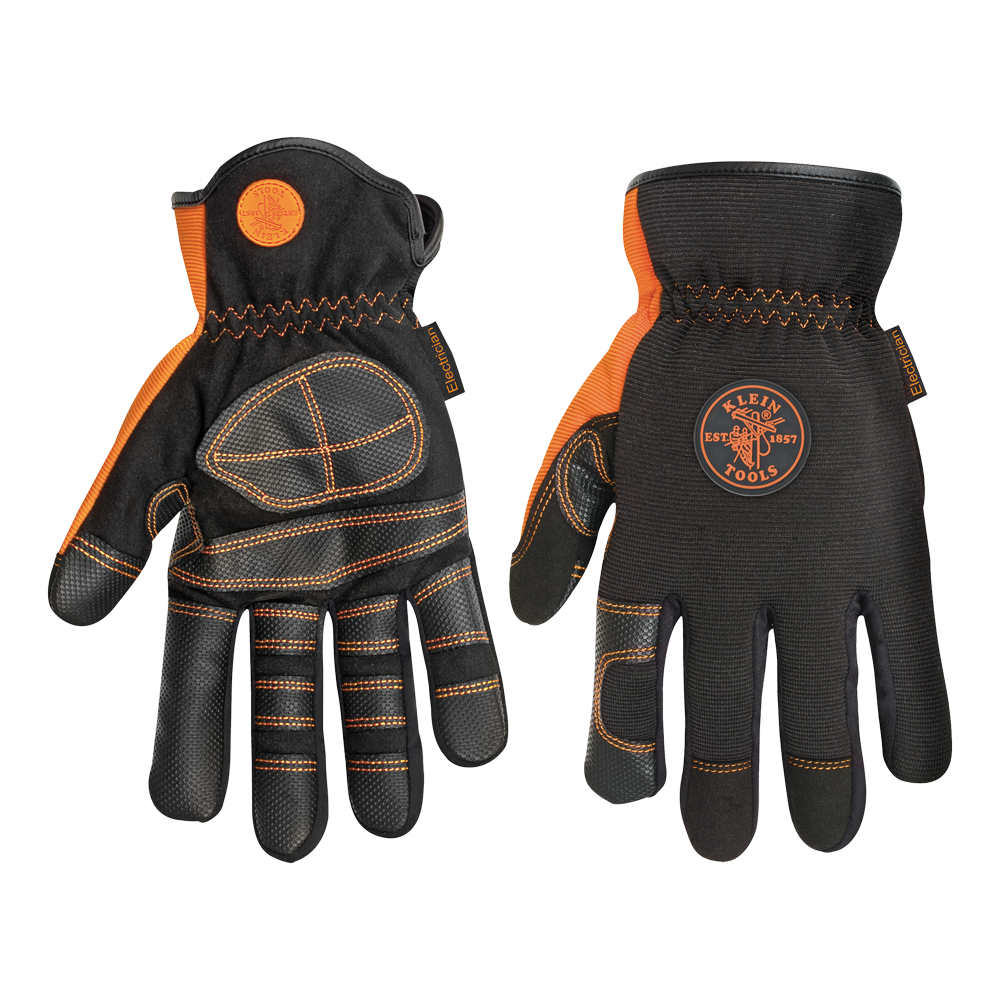
Guanti da elettricista
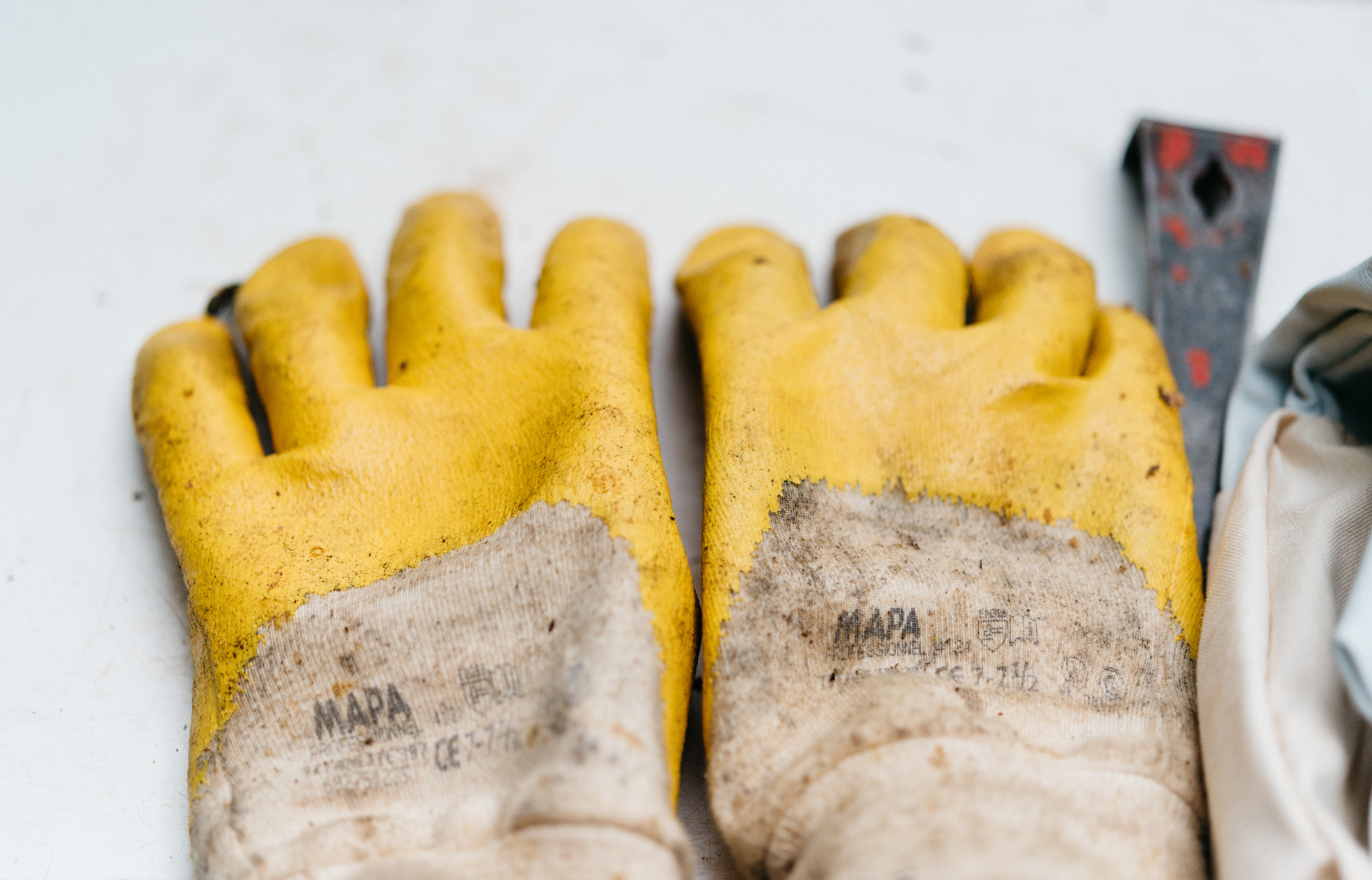
Guanti per apicoltura

### Protezione della testa

#### Capo
In ambito lavorativo, il dispositivo di protezione per il capo è l'elmetto di protezione, composto da calotta di protezione, bardatura e fascia antisudore, e avente i seguenti requisiti essenziali:
- sufficiente resistenza alla perforazione
- adeguato grado di assorbimento agli urti
- buona aerazione.

Il casco o elmetto deve essere compatibile con l'utilizzo di altri DPI (ad esempio cuffie o visiera); inoltre la bardatura deve essere regolabile in altezza e in larghezza.
In un cantiere edile, in prossimità dei ponteggi, è necessario alzare la calotta rispetto alla bardatura per aumentare il grado di assorbimento di eventuale materiale che cada dall'alto.
In ambito sportivo, l'utilizzo di un apposito casco come protezione del capo (con forma e caratteristiche più o meno differenti a seconda dello sport) è previsto in molti sport, tra cui: pugilato amatoriale, baseball, ciclismo, motociclismo, automobilismo, football, hockey su ghiaccio, lacrosse maschile, softball, cricket e pallanuoto.
In ambito militare, la protezione del capo è stata affidata già da tempi antichi all'elmo, spesso con forme e decorazioni rappresentative della nazionalità e del tipo di combattente.

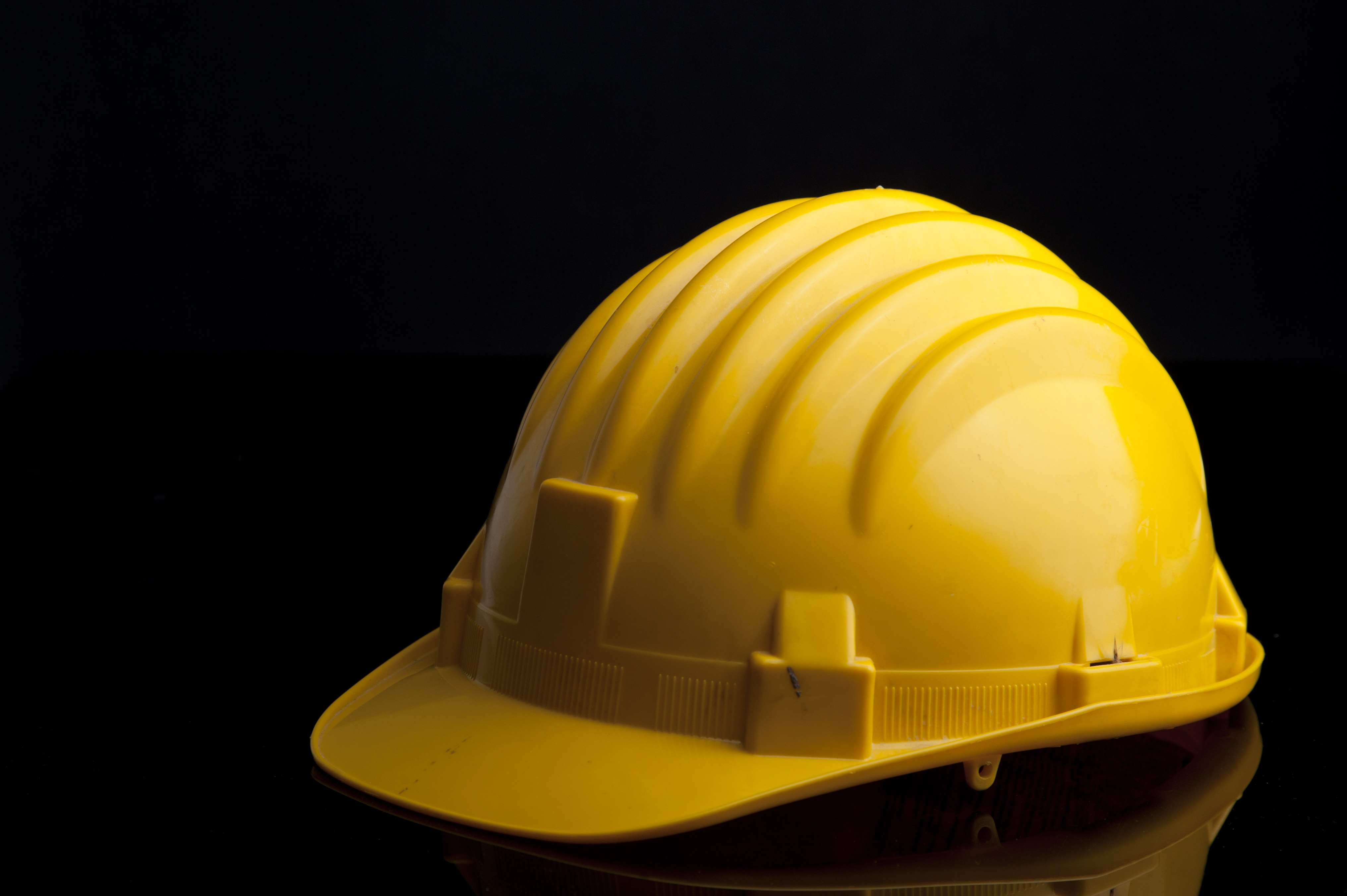
Elmetto di protezione per la sicurezza sul lavoro
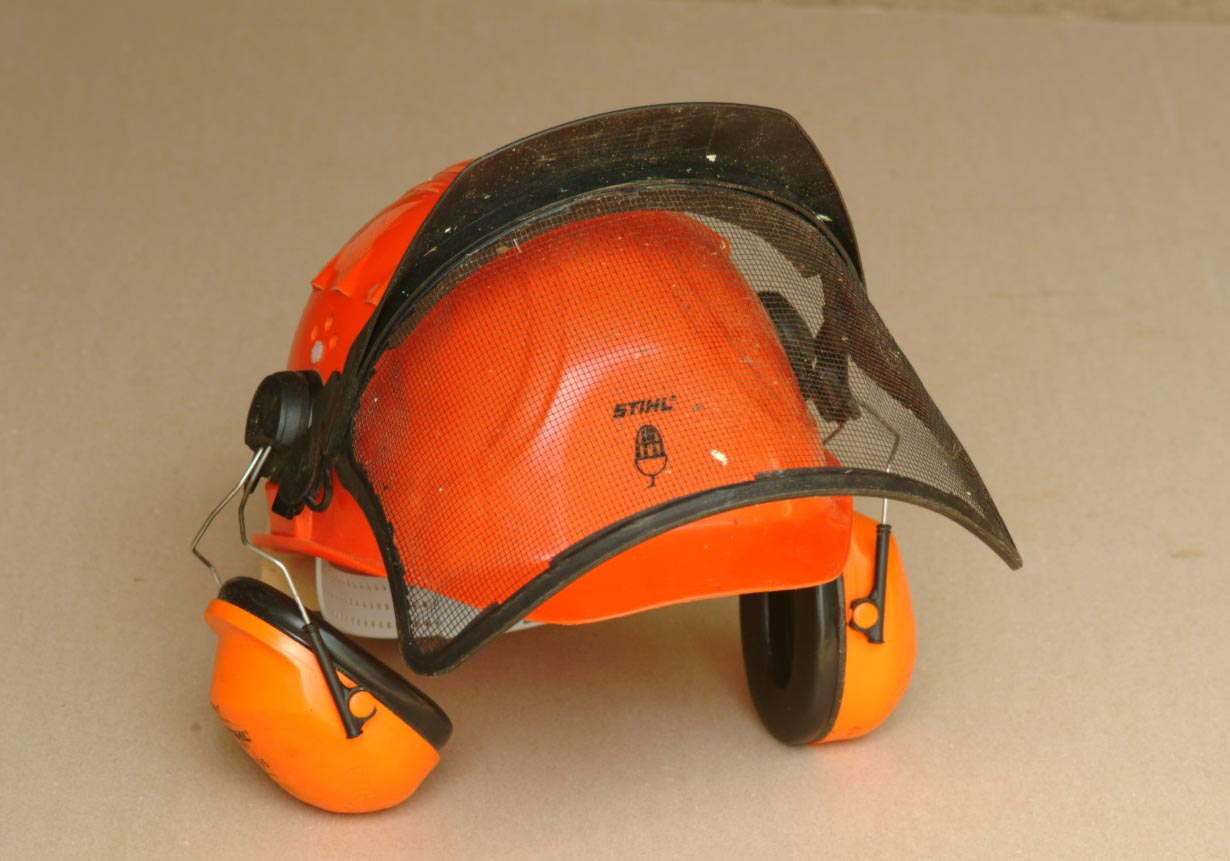
Elmetto di protezione con cuffie e visore per protezione da sega elettrica.
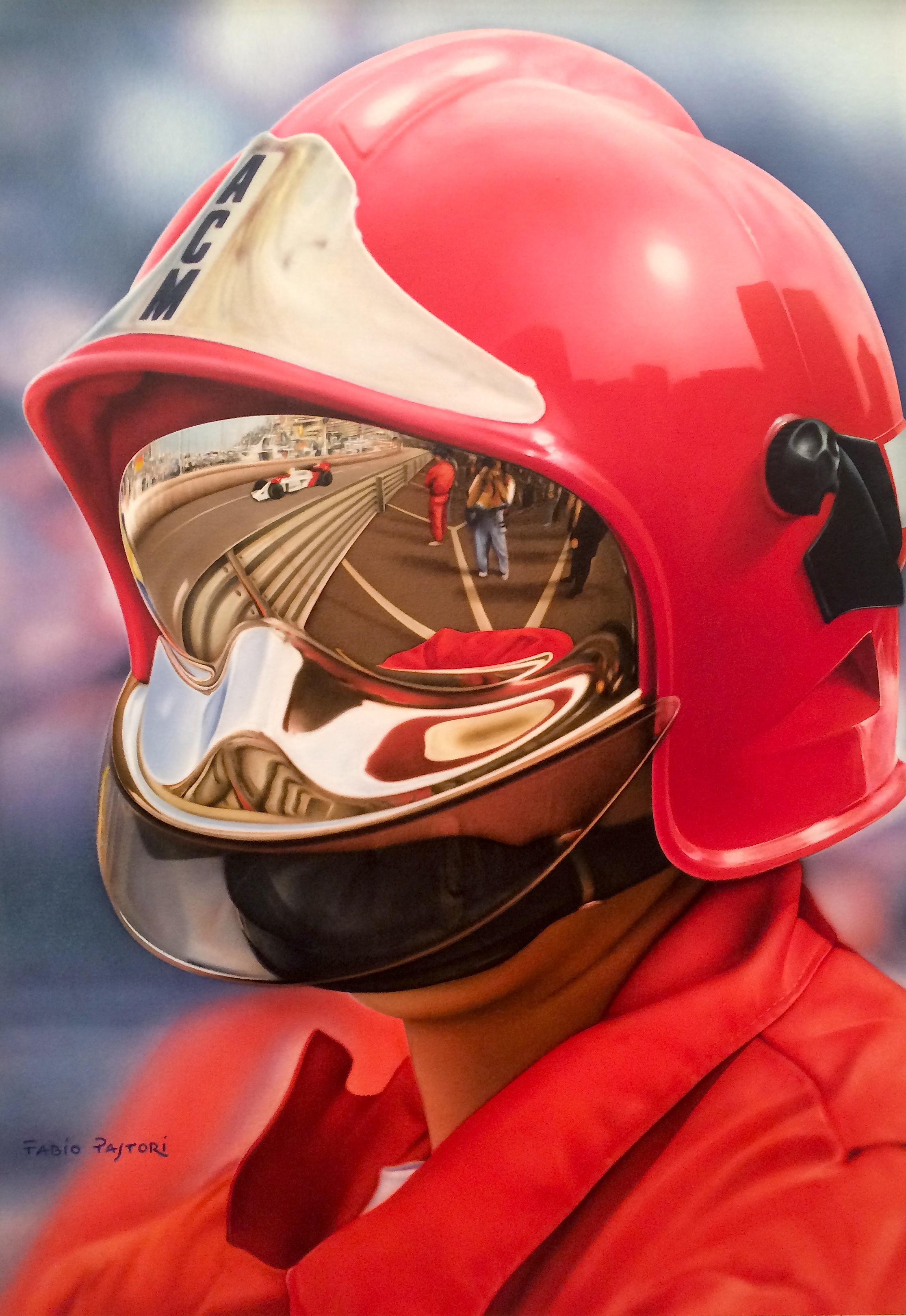
Vigile del fuoco con elmetto e visiera
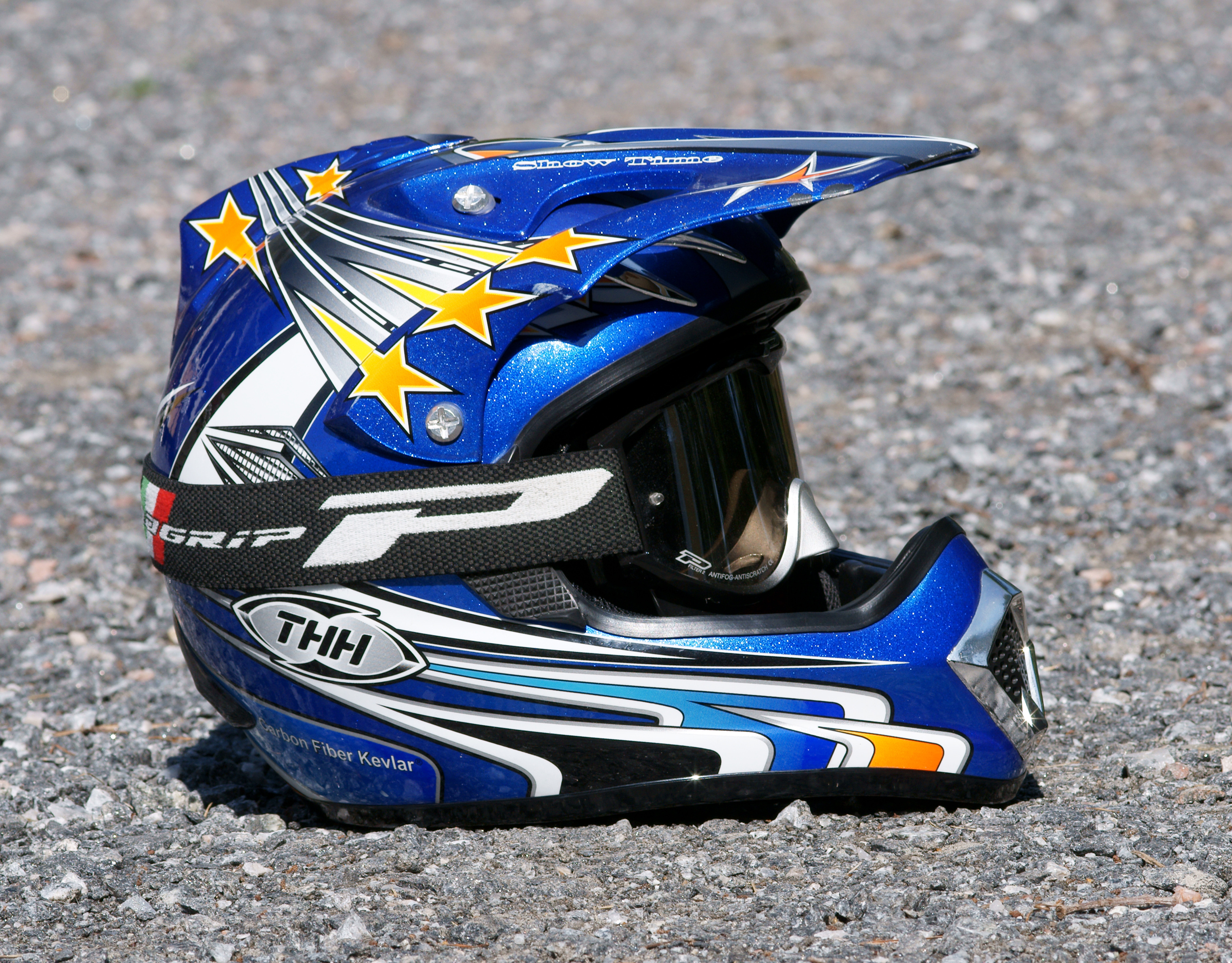
Casco da motocross
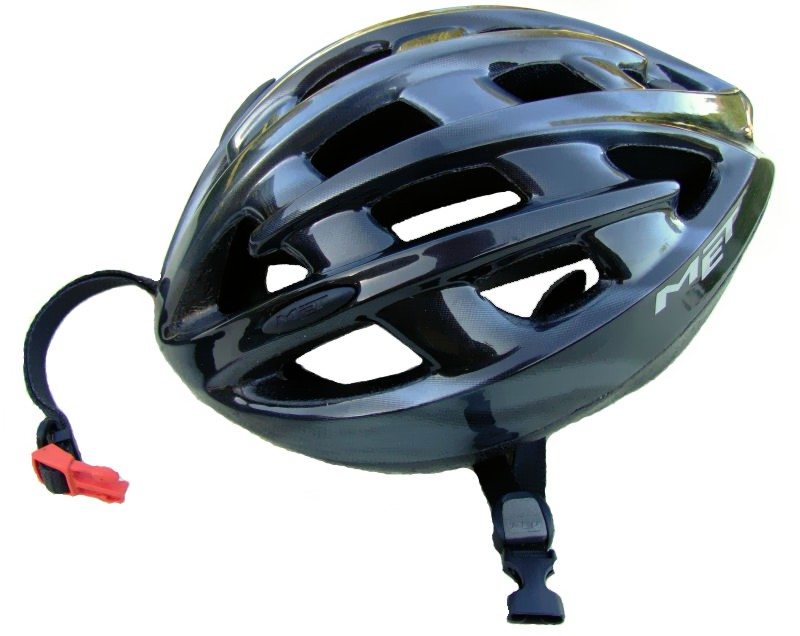
Elmetto da bici
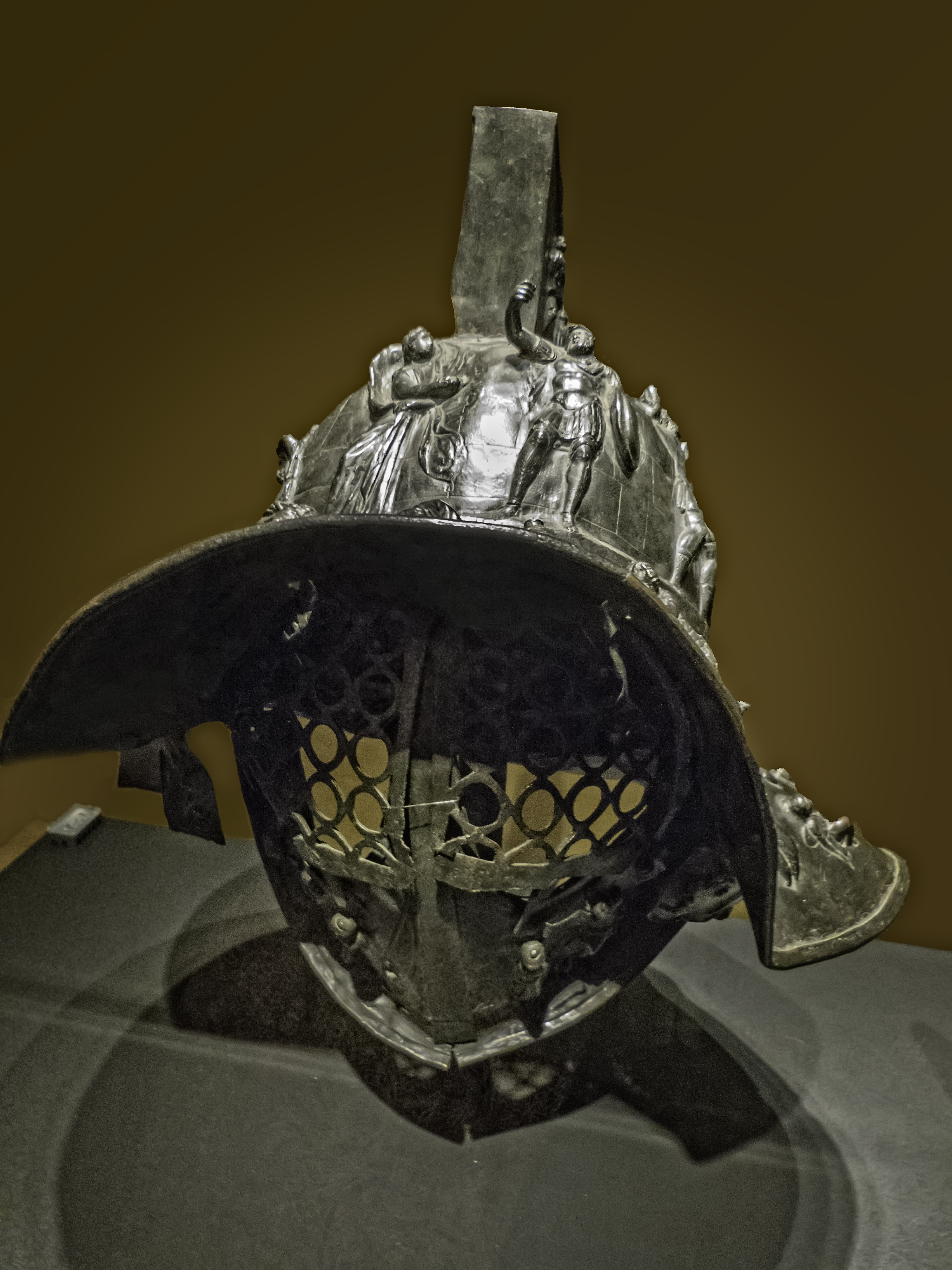
Elmetto da gladiatore romano
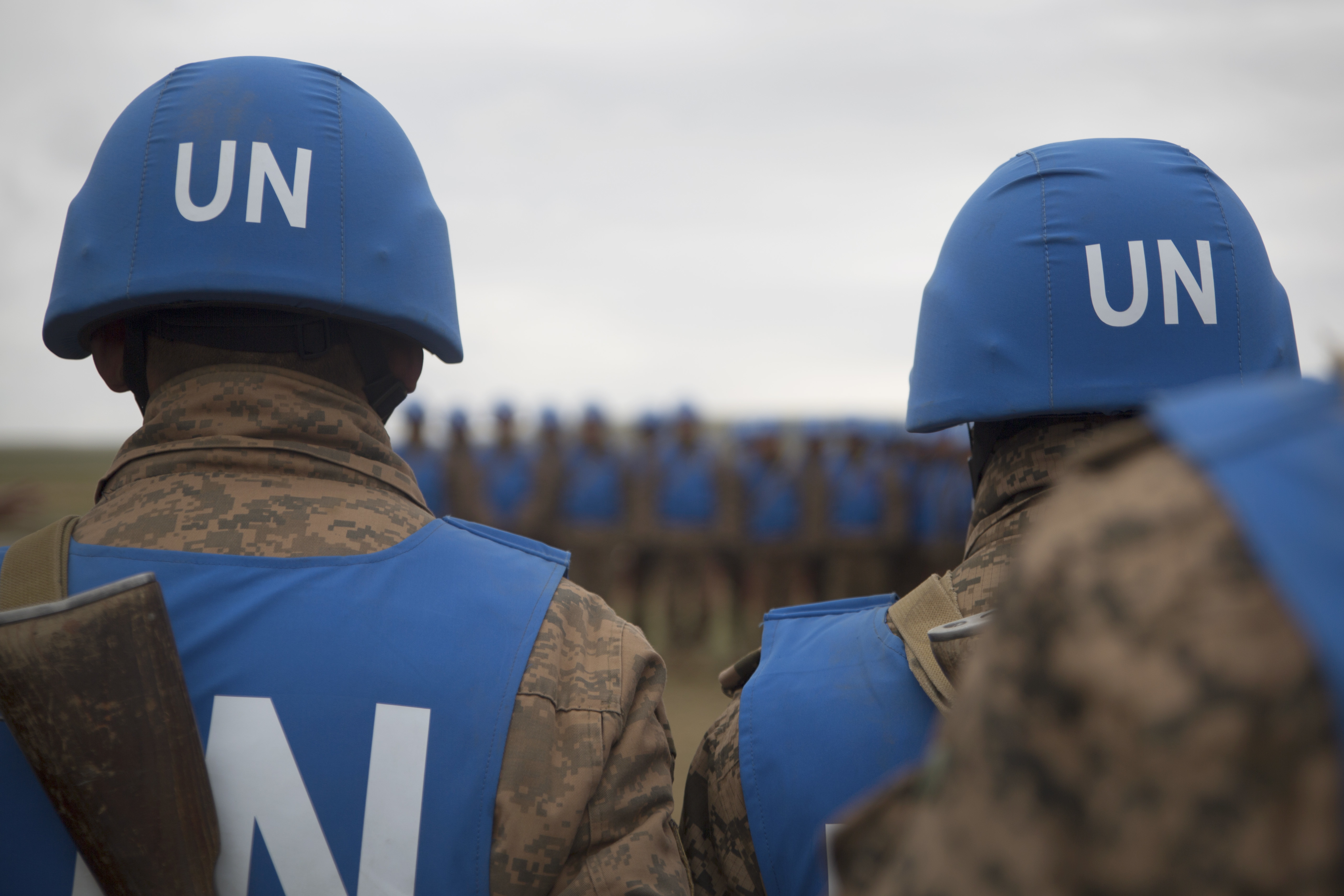
Membri delle Forze armate mongole con indosso elmetti delle Nazioni Unite

#### Occhi
Gli occhi sono soggetti a diversi rischi (schegge, materiali roventi o caustici o corrosivi, radiazioni, ecc.), che possono portare a lesioni di vario tipo (meccanico, chimico, ottico, termico, ecc.). Per proteggere questi organi delicati si usano occhiali, maschere, visiere e schermi eventualmente abbinati a:
- - Filtri per saldatura - norme di conformità
  - Filtri per raggi ultravioletti
  - Filtri per raggi infrarossi
  - Filtri di protezione solare per uso industriale

I danni da radiazione si differenziano in base al tipo di luce emessa:
- luce blu: penetrazione della retina;
- infrarosso: deformazione della cornea;
- ultravioletto: arrossamento degli occhi.

Per ovviare a questi problemi vengono sempre più utilizzate maschere auto-oscuranti per saldatori, con filtri opto-elettronici che si oscurano in 0,2 millesimi di secondo dallo scoccare dell'arco elettrico.

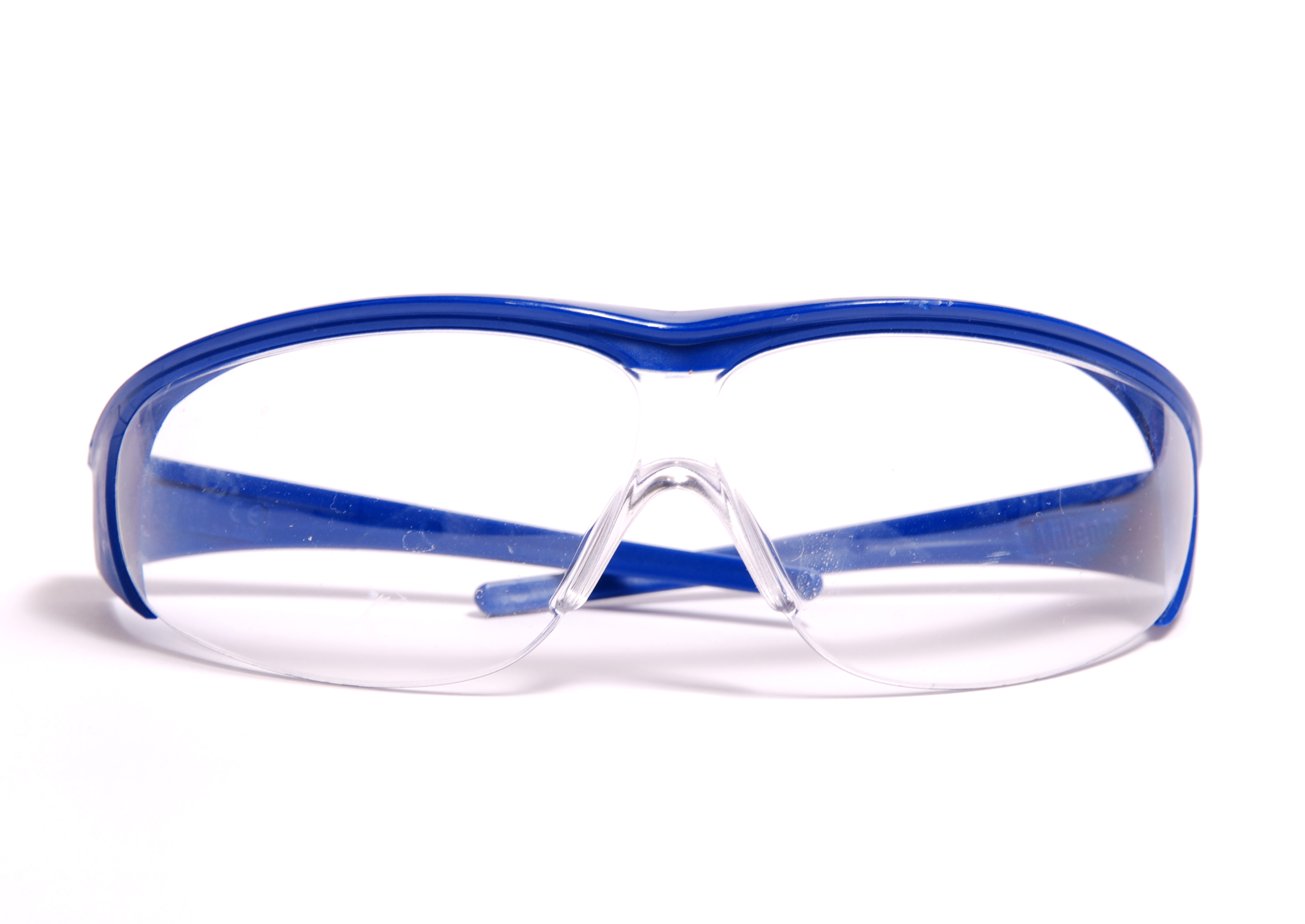
Occhiali di sicurezza da laboratorio
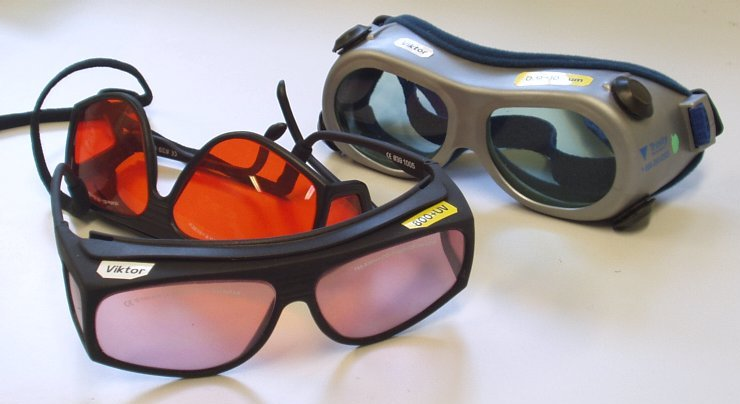
Occhiali per protezione da laser
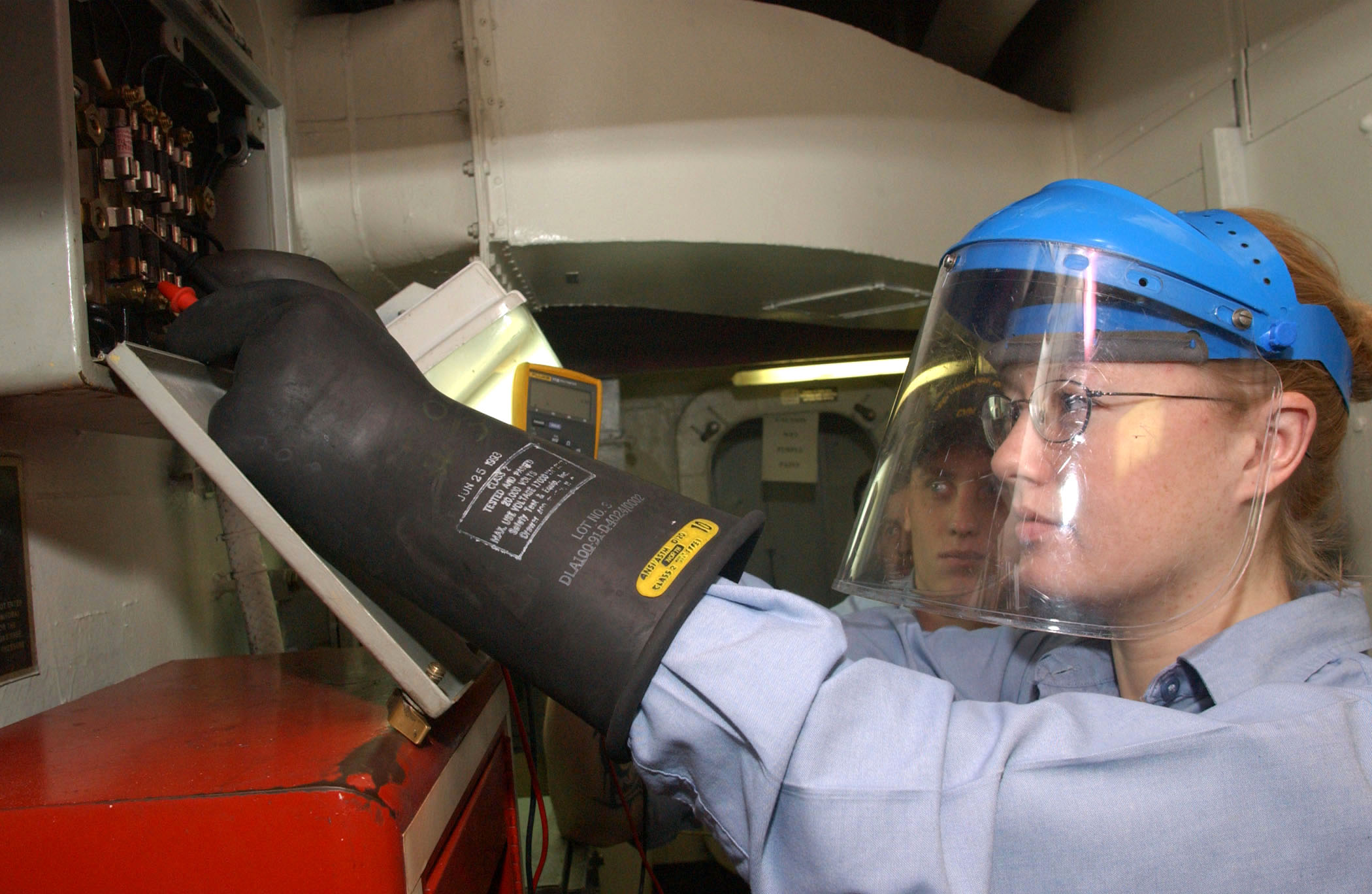
Visiera di protezione
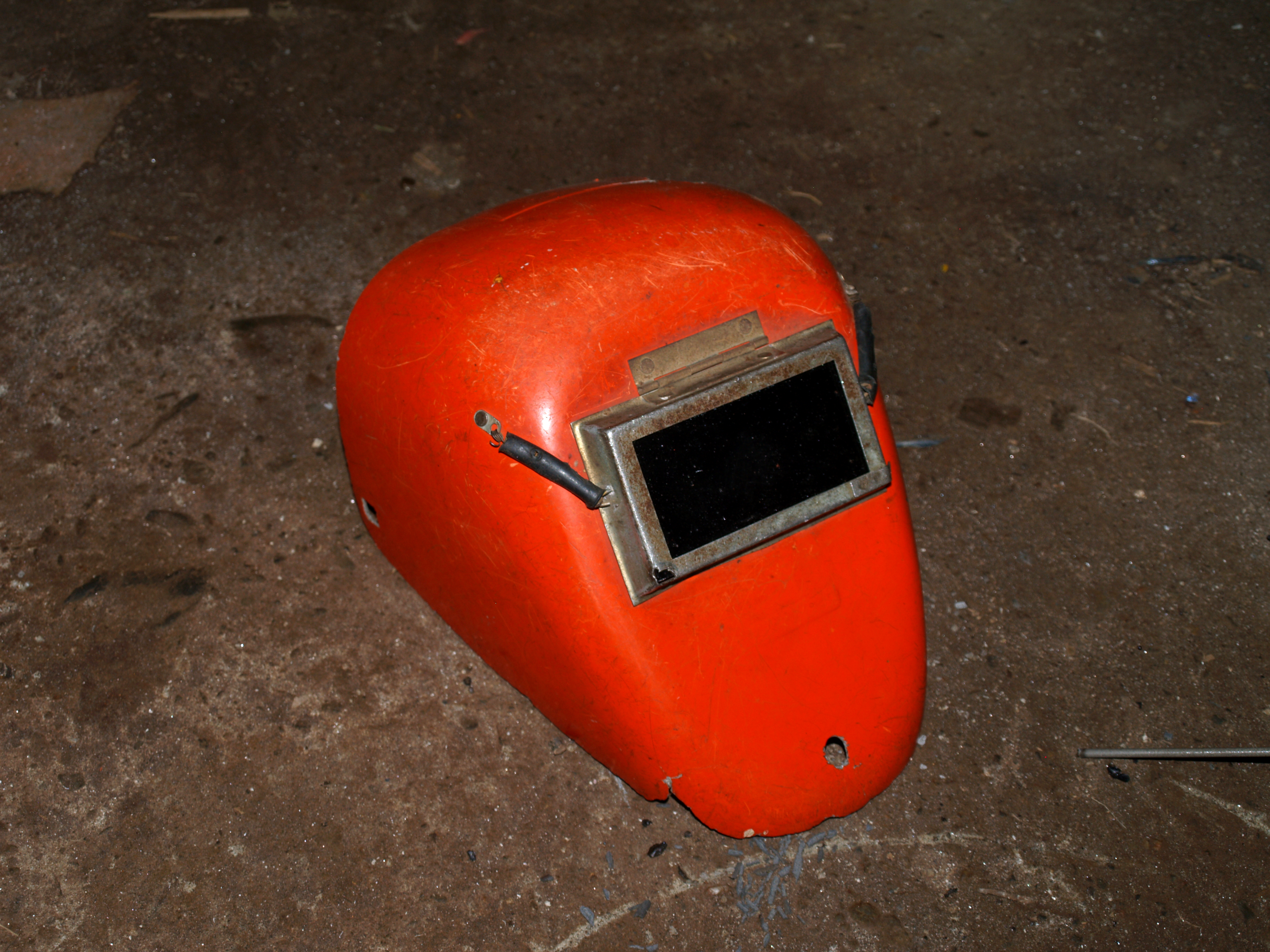
Visiera protettiva per saldatura

#### Udito

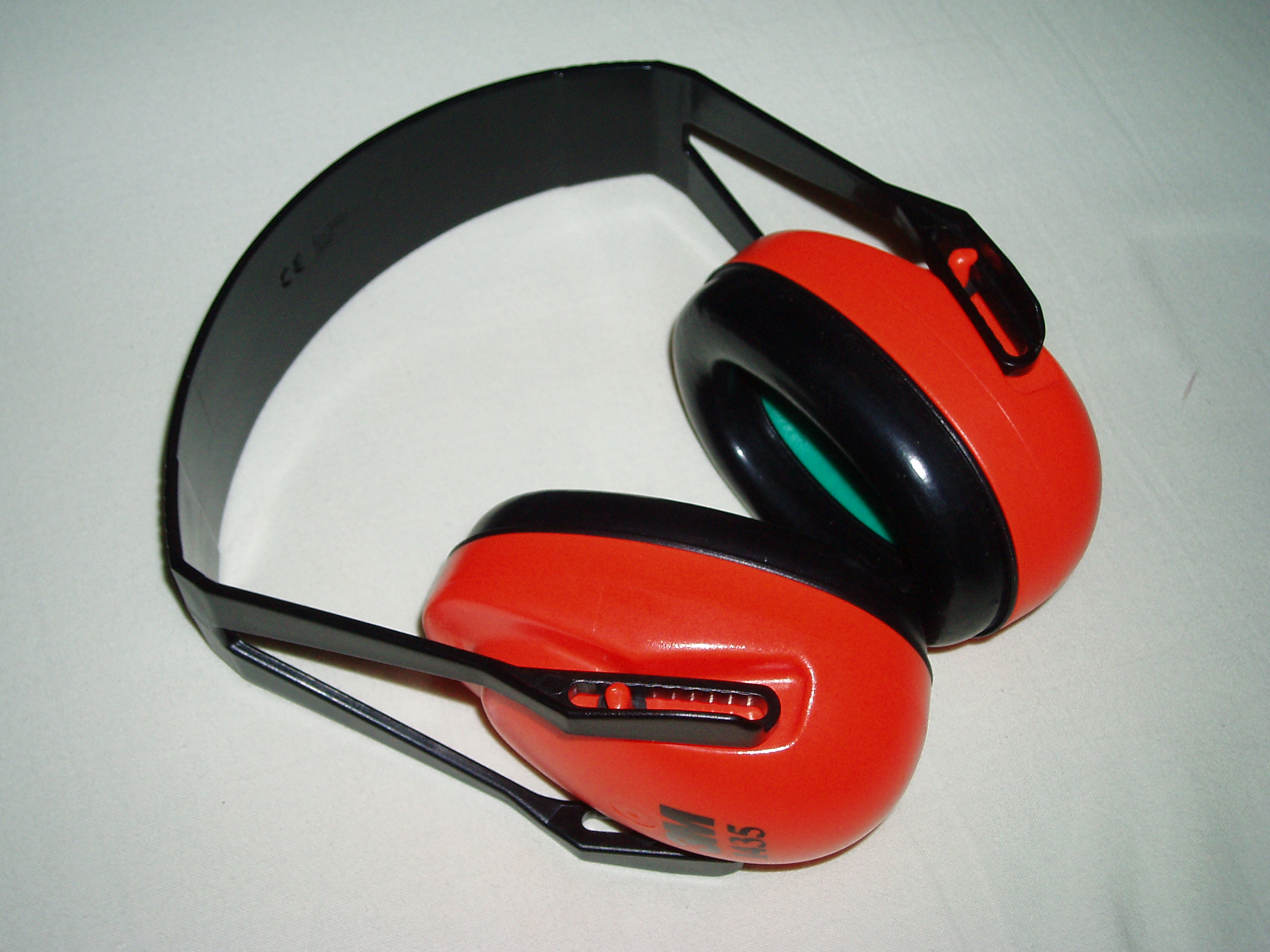
Cuffie antirumore

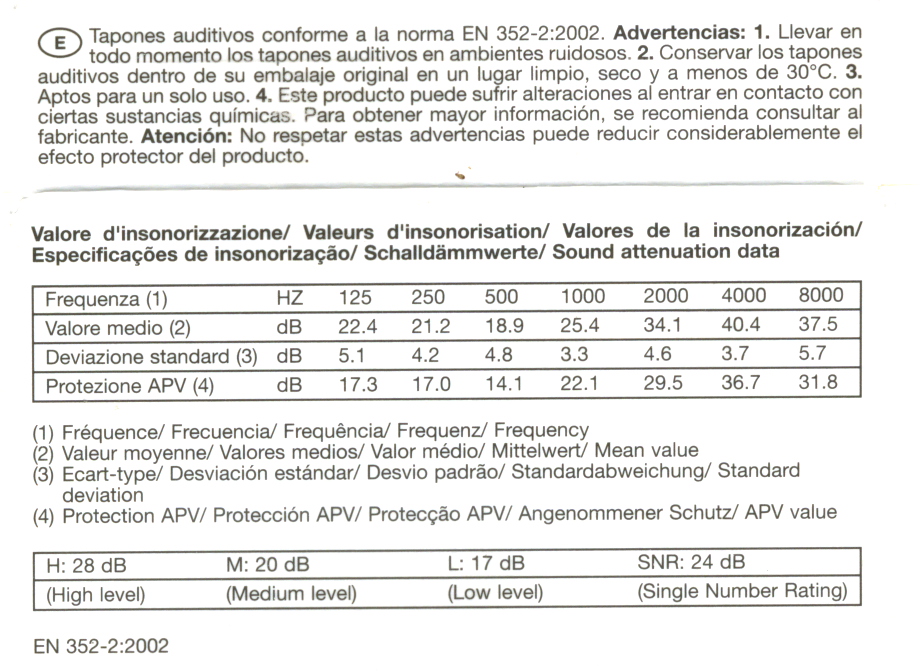
Valori di insonorizzazione dei tappi auricolari - norme di conformità EN 352-2:2002

Il danno all'udito in ambito lavorativo (detto "ipoacusia professionale") è grave perché non rimarginabile: le cellule uditive, infatti, se danneggiate non possono più rigenerarsi. 
I dispositivi di protezione individuale per proteggere l'udito sono obbligatori quando non è possibile ridurre il rumore con misure tecniche e quando esso supera i 135 decibel di picco o gli 85 decibel medi giornalieri; essi sono: 
- Cuffie: abbinate ad elmetto, singole o con radio incorporata
- Tappi auricolari: inserti (filtri), tappi con catenella
- Archetti

I DPI per proteggere l'udito recano una sigla in base alla frequenza che attenuano:
- L da 65 Hz a 250 Hz
- M da 250 Hz a 2000 Hz
- H da 2000 Hz a 8000 Hz

### Vie respiratorie
I dispositivi di protezione individuale a protezione delle vie respiratorie servono a proteggere da sostanze o miscele aeriformi (gas, vapori, aerosol, polveri aerodisperse) potenzialmente nocive o in altri casi a permettere la normale respirazione quando la concentrazione di ossigeno non è compatibile con la salute e la sicurezza umana. Alcuni esempi sono: maschere di protezione, respiratori, maschere antigas e cappuccio antifumo.

### Protezione del corpo
Sono dispositivi di protezione individuale di vario tipo:
- Indumenti di protezione contro aggressioni meccaniche, biologiche, chimiche, termiche e radioattive,
- Dispositivi di protezione di tronco e addome,
- Dispositivi di protezione della pelle.

#### Tronco
- Corazza
- Giubbotto antiproiettile
- Scudo

#### Pelle
- Indumenti generali o specifici (abiti anti-UV)
- Creme solari

### Protezione completa del corpo umano
- Boilersuit
- Tuta NBC
- Tuta protettiva
- Tuta antibomba
- Tuta antincendio
- Tute da equitazione (resistenti all'abrasione: in pelle, kevlar, nylon balistico, impermeabili)
- Tuta spaziale
- Splash suit, per proteggere dagli spruzzi di sostanze chimiche
- Muta subacquea
- Tuta da immersione
- Tuta hazmat

### Altri dispositivi
- Paradenti
- Conchiglia

## Standardizzazione

### Negli Stati Uniti
Negli Stati Uniti gli standard su molti dispositivi di protezione individuale sono sviluppati dall'American National Standards Institute (ANSI) e recepiti a livello della normativa statunitense dall'Occupational Safety and Health Administration (OSHA), che richiede la conformità dei DPI rispetto a tali standard. Gli standard riguardanti i DPI per uso sportivo sono invece sviluppati dalla National Operating Committee on Standards for Athletic Equipment (NOCSAE) e dall'American Society for Testing and Materials (ASTM), oltre all'International Organization of Standardization (ISO) e alla Consumer Product Safety Commission (CPSC).
Negli Stati Uniti, i dispositivi di protezione individuale utilizzati in ambito lavorativo per proteggersi dai rischi chimici sono suddivisi in quattro categorie:
- Protezione di livello A (Level A protection): DPI utilizzati in caso di alti livelli di esposizione al pericolo e quando è richiesto un massimo livello di protezione.
- Protezione di livello B (Level B protection): per alti livelli di esposizione al pericolo e se è richiesto un elevato livello di protezione, ma minore rispetto alla protezione di livello A.
- Protezione di livello C (Level C protection): utilizzati nei casi in cui le caratteristiche dei pericoli e dei modi per proteggersi siano noti.
- Protezione di livello D (Level D protection): utilizzati quando è sufficiente un minimo livello di protezione.

### In Europa
Il Comitato europeo di normazione (CEN) ha sviluppato molte norme tecniche sui DPI, spesso recepite dalle corrispondenti norme internazionali sviluppate dall'ISO. Tali norme sono contraddistinte dalla sigla "EN" (abbreviazione per European Norm).

## Legislazione

### Negli Stati Uniti
La legislazione degli Stati Uniti prescrive al datore di lavoro l'obbligo di fornire i DPI necessari ai lavoratori qualora non siano state approntate altre misure di sicurezza o se queste non risultassero sufficienti per la protezione dei lavoratori. Al datore di lavoro spetta inoltre l'obbligo di garantire che i lavoratori utilizzino in maniera appropriata i DPI forniti, addestrandoli sul loro utilizzo, cura, manutenzione, durata e dismissione.

### In Europa
Secondo la normativa europea, in particolare secondo il Regolamento (UE) 2016/425 425 del Parlamento Europeo e del Consiglio del 9 marzo 2016 sui dispositivi di protezione individuale, i DPI per essere messi in commercio devono essere progettati e prodotti seguendo il processo di marcatura CE, che include anche, ma non solo, i seguenti obblighi:
- il dispositivo di sicurezza individuale deve essere commercializzato assieme al relativo manuale di istruzioni per l'uso, conservazione, pulizia, manutenzione, la data di scadenza, categoria e limiti d'uso, possibilmente scritto nella lingue ufficiali
- deve riportare il marchio CE che, assieme alla dichiarazione di conformità, è un'attestazione da parte del fabbricante sulla presunta conformità del prodotto almeno ai requisiti essenziali di salute e sicurezza stabiliti dalla normativa europea.

Assieme agli obblighi "formali" (redazione del fascicolo tecnico, del manuale e della dichiarazione di conformità, apposizione del marchio CE, ecc.), la marcatura CE prevede ovviamente l'obbligo che il prodotto sia "sicuro" per il consumatore, compatibilmente con l'uso per cui è stato progettato/commercializzato. I cosiddetti "requisiti essenziali di sicurezza" sono quindi i requisiti minimi di sicurezza che devono avere tutti i DPI, ma ciascun particolare prodotto può essere sottoposto a ulteriori requisiti, indicati più o meno esplicitamente dalle direttive comunitarie (ad esempio l'osservanza di una particolare norma tecnica, lo svolgimento di appositi test di laboratorio, l'utilizzo di particolari materiali e procedure di fabbricazione, ecc.).
L'applicazione del marchio CE senza il rispetto di tutti gli altri obblighi della marcatura CE è quindi illegale e comporta un rischio per la sicurezza per i consumatori.
La definizione di "dispositivo di protezione individuale" utilizzata dalla normativa europea è differente dalla definizione comune. Ad esempio, molti DPI ad uso medico (ad esempio: mascherina chirurgica, camice, ecc.) sono definiti dalle norme sulla marcatura CE come "dispositivi medici" ma non come "dispositivi di protezione individuale". Tale distinzione ha senso in virtù dell'ambito di applicazione per il quale il DPI è pensato, progettato e commercializzato, ovvero se destinato a essere utilizzato come dispositivo medico o come dispositivo di protezione individuale. Tale distinzione tra dispositivo medico e DPI è dunque in alcuni casi non chiara e lo stesso dispositivo sembra possedere entrambe le funzioni (ad esempio: mascherine antiparticolato utilizzate come mascherine chirurgiche e addirittura definite "più efficaci" per la prevenzione di malattie virali), mentre in altri casi tale distinzione è netta e il dispositivo appartiene chiaramente ad una categoria ma non all'altra. Tale difficoltà nella classificazione del dispositivo nasce anche dal fatto che secondo la normativa riguardante la marcatura CE, non è possibile che lo stesso dispositivo sia marcato CE sia come DPI sia come dispositivo medico.
I DPI sono divisi dal Regolamento (UE) 2016/425 in tre categorie, in funzione del tipo di rischio:
- I categoria: dispositivi di facile progettazione e destinati a salvaguardare gli utilizzatori da danni lievi, autocertificati dal produttore;
- II categoria: tutti quelli non rientranti nelle altre due categorie e destinati a proteggere gli utenti da un rischio significativo come ad esempio a occhi, mani, braccia, viso; il loro prototipo deve essere certificato da un organismo di controllo autorizzato e notificato;
- III categoria: dispositivi di progettazione complessa e destinati a proteggere gli utenti dal rischio di morte o di lesioni gravi; comprende tutti i DPI per le vie respiratorie e per la protezione da agenti chimici aggressivi; il loro prototipo deve essere certificato da un organismo di controllo autorizzato e notificato, ed è necessario svolgere attività di controllo della loro produzione.

### In Italia
Il Regolamento (UE) 2016/425 del Parlamento Europeo e del Consiglio del 9 marzo 2016 sui dispositivi di protezione individuale è stato recepito in Italia attraverso il Decreto legislativo 4 dicembre 1992, n. 475.
Il D.Lgs. n. 81/2008 (Testo unico sulla sicurezza lavoro) stabilisce che i DPI utilizzati in ambito lavorativo devono sottostare alle disposizioni di cui al D.Lgs. 475/92 e stabilisce che "qualsiasi attrezzatura destinata ad essere indossata e tenuta dal lavoratore allo scopo di proteggerlo contro uno o più rischi suscettibili di minacciarne la sicurezza o la salute durante il lavoro, nonché ogni complemento o accessorio destinato a tale scopo" (art. 74, comma 1 del D.Lgs. 9 aprile 2008, n.81)
Il D.Lgs. 81/2008 prevede l'utilizzo dei DPI solo quando l'adozione delle misure tecniche preventive e/o organizzative di protezione collettiva non risulti sufficiente all'eliminazione di tutti i fattori di rischio. In altri termini, il DPI va utilizzato solo quando non è possibile eliminare il rischio.
I DPI devono:
- essere adeguati alle condizioni presenti sul luogo di lavoro;
- essere adeguati ai rischi da prevenire, senza comportare un rischio maggiore per il lavoratore;
- tener conto delle esigenze ergonomiche e della salute del lavoratore.

Uno dei problemi maggiori è stabilire quando un dispositivo di protezione individuale è da sostituire. Alcuni dispositivi riportano una data di scadenza, altri richiedono da parte del lavoratore un controllo dello stato di usura al fine di sostituirlo nel caso non sia più idoneo. Ad esempio: un dispositivo delle vie respiratorie dovrà essere sostituito quando l'operatore nota una particolare difficoltà nella respirazione; gli occhiali di protezione invece devono essere sostituiti quando l'operatore rileva una non più perfetta nitidezza delle immagini. 
In alcuni casi il produttore dota il dispositivo di un indicatore di usura.
Al fine di evitare l'insorgere di problemi per il lavoratore, il datore di lavoro dovrà provvedere a sostituire con una certa frequenza i DPI (piano/scadenzario di manutenzione: controllo e/o sostituzione).

#### Obblighi del datore di lavoro per il corretto utilizzo

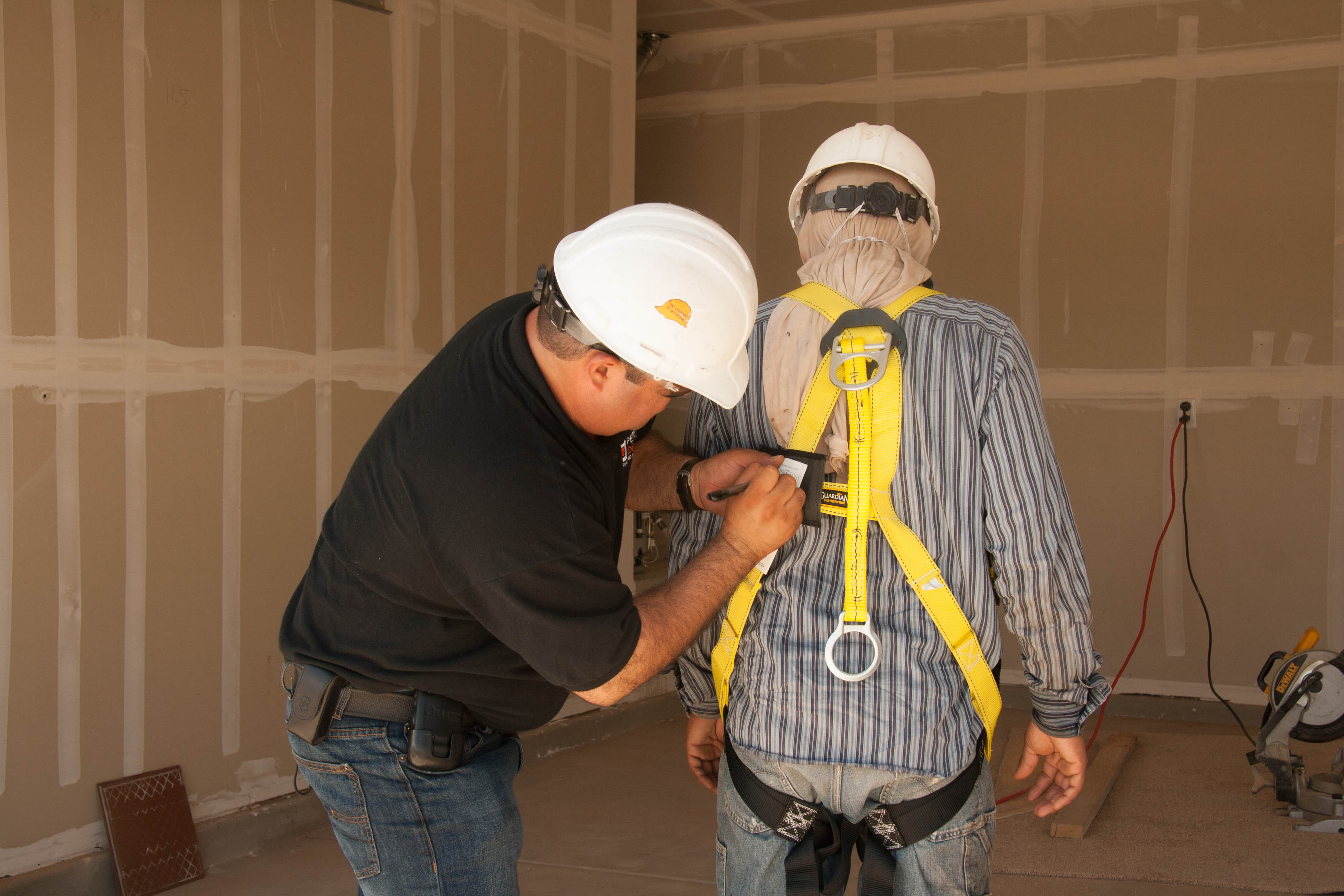
Controllo di un dispositivo di protezione individuale contro le cadute dall'alto.

Il datore di lavoro ai fini della scelta dei dispositivi di protezione individuale deve:
- effettuare l'analisi e la valutazione dei rischi che non possono essere evitati con altri mezzi;
- individuare le caratteristiche dei DPI necessarie affinché questi siano adeguati ai rischi di cui sopra, tenendo conto delle eventuali ulteriori fonti di rischio rappresentate dagli stessi DPI;
- valutare, sulla base delle informazioni e delle norme d'uso fornite dal fabbricante a corredo dei DPI, le caratteristiche dei DPI disponibili sul mercato e raffrontarle con quelle individuate;
- aggiornare la scelta ogni qualvolta intervenga una variazione significativa negli elementi di valutazione.

Il datore di lavoro, anche sulla base delle norme d'uso fornite dal fabbricante, deve individuare le condizioni in cui un DPI deve essere usato, specie per quanto riguarda la durata dell'uso, in funzione di:
- entità del rischio;
- frequenza dell'esposizione al pericolo;
- caratteristiche del posto di lavoro di ciascun lavoratore;
- prestazioni del DPI.

Il datore di lavoro inoltre:
- sulla base delle indicazioni del decreto di cui all'articolo 79, comma 2, fornisce ai lavoratori DPI conformi ai requisiti previsti dall'articolo 76;
- mantiene in efficienza i DPI e ne assicura le condizioni d'igiene, mediante la manutenzione, le riparazioni e le sostituzioni necessarie e secondo le eventuali indicazioni fornite dal fabbricante;
- provvede a che i DPI siano utilizzati soltanto per gli usi previsti, salvo casi specifici ed eccezionali, conformemente alle informazioni del fabbricante;
- fornisce istruzioni comprensibili per i lavoratori;
- destina ogni DPI ad un uso personale e, qualora le circostanze richiedano l'uso di uno stesso DPI da parte di più persone, prende misure adeguate affinché tale uso non ponga alcun problema sanitario e igienico ai vari utilizzatori;
- informa preliminarmente il lavoratore dei rischi dai quali il DPI lo protegge;
- rende disponibile nell'azienda ovvero unità produttiva informazioni adeguate su ogni DPI;
- stabilisce le procedure aziendali da seguire, al termine dell'utilizzo, per la riconsegna e il deposito dei DPI;
- assicura una formazione adeguata e organizza, se necessario, uno specifico addestramento circa l'uso corretto e l'utilizzo pratico dei DPI.

In ogni caso l'addestramento è indispensabile:
- per ogni DPI che, ai sensi del decreto legislativo 4 dicembre 1992, n. 475, appartenga alla terza categoria;
- per i dispositivi di protezione dell'udito.

### Nel Regno Unito
Nel Regno Unito l'utilizzo dei DPI è regolamentato dalla Personal Protective Equipment (Enforcement) Regulations 2018.

## Segnaletica
Per segnalare l'obbligo di utilizzo di dispositivi di protezione individuale (tipicamente nei cartelli affissi nei cantieri e altri luoghi di lavoro e nei manuali d'uso, installazione e manutenzione di macchinari e altre apparecchiature) sono utilizzati appositi pittogrammi.
I pittogrammi sull'obbligo di utilizzo di dispositivi di protezione individuale, così come altri pittogrammi per la tutela della salute e della sicurezza (ad esempio su misure antincendio, misure di primo soccorso, rischi chimici e biologici, percorsi di evacuazione, ecc.), sono standardizzati dalla norma internazionale ISO 7010, che utilizza i colori, le forme e i principi stabiliti nelle norme ISO 3864-1 Graphical symbols — Safety colours and safety signs — Part 1: Design principles for safety signs and safety markings e ISO 3864-3 Graphical symbols — Safety colours and safety signs — Part 3: Design principles for graphical symbols for use in safety signs. Secondo tale standard, i cartelli relativi all'obbligo di indossare i DPI sono rotondi, cerchiati in bianco, con un logo bianco sul fondo blu.

Pittogrammi sull'obbligo di indossare DPI secondo la norma ISO 7010
Obbligo di indossare cuffie antirumore
Obbligo di indossare occhiali protettivi
Obbligo di indossare calzatura antinfortunistica
Obbligo di indossare calzature con suole antistatica o antiscintilla
Obbligo di indossare guanti protettivi
Obbligo di indossare tuta protettiva
Obbligo di indossare visiera di protezione
Obbligo di indossare elmetto di protezione
Obbligo di indossare abbigliamento ad alta visibilità
Obbligo di indossare maschera respiratoria monouso
Obbligo di indossare maschera respiratoria a pieno facciale
Obbligo di indossare autorespiratore
Obbligo di indossare imbragatura anticaduta
Obbligo di indossare casco da saldatore
Obbligo di indossare giubbotto salvagente
Obbligo di indossare dispositivi di protezione per uso sportivo

Segnale di obbligo di indossare protezione per gli occhi secondo gli standard americani ANSI Z535.

Altri standard largamente utilizzati per la definizione di tali pittogrammi sono gli standard americani ANSI Z535, che hanno sostituito nel 1991 lo standard ANSI Z35, in vigore dal 1941 al 1991, combinandolo con lo standard ANSI Z53.
Esiste anche la possibilità di inserire i pittogrammi definiti dallo standard ISO 7010 all'interno di cartelli formattati secondo la norma ANSI Z535.